# Istoria comunei Hudești, Botoșani
Acest articol dezvoltă o secțiune Istoria comunei Hudești a articolului principal, Comuna Hudești, Botoșani.

Istoria Comunei Hudești

Istoria comunei Hudești, Botoșani se înscrie pe traseul pe care l-au avut majoritatea localităților rurale din nordul Moldovei, care au apărut ca urmare a împărțirii pământurilor făcute de domnitorii feudali către marii latifundiari. Din cercetările pe care le-au făcut istoricii, ca Ion Bogdan în lucrarea sa Despre cnejii români publicată în anul 1903, a rezultat că „... este incontestabil că mare parte din satele moldovenești au fost înființate de cneji, juzi sau hatmani care căpătau dreptul de a aduna oameni de prin țară și din țări străine ca să înființeze sate noi”. Pământurile comunei Hudești au purtat secole de-a rândul denumirea de Hudeștii-Mari și au făcut parte din moșia cu același nume. Aceasta a fost timp de peste o sută de ani proprietatea familiei Movileștilor, cea care a dat în perioada de sfârșit a secolului al XVI-lea și cea de început a secolului al XVII-lea șapte domnitori ai Moldovei. Cu timpul, moșia a fost tranzacționată deseori și a devenit proprietatea principală a familiei Boldur-Lățescu, apoi a lui Ion Franc și a fraților Gheorghe, Ion și Ilie Ciolac. 
Istoria comunei a avut un punct de apogeu în anul 1907, când Hudeștiul a fost localitatea de unde a pornit Răscoala din 1907 în județul Dorohoi. Mărturiile evenimentelor de atunci au rămas în documentele emise de autoritățile statului român, din care transpar elementele de propagandă socialistă care au avut un impact hotărâtor de influență asupra unei populații rurale al cărei nivel de cultură social - economică, dar și politică, era precar. Factorii de influență locală au fost învățătorul Ion Alexandrescu, preotul satului, dar și o serie de persoane știitoare de carte, așa cum a fost Ion Gălbău din satul Alba.
Din cauză că moșia Hudeștilor-Mari a făcut parte din proprietățile marilor boieri, populația hudeșteană trebuia să răspundă afirmativ la chemarea moșierilor pentru sprijinirea domnitorului în războaiele pe care acesta le purta. Boierii recrutau bărbați apți pentru armată din rândul propriilor localnici. Monograful comunei, Gheorghe Apătăchioae, a avut credința fermă că nu a existat vreun război la care hudeștenii să nu fi participat, asta ținând cont de condițiile relațiilor feudale dintre stăpânii pământurilor și supușii care-l munceau. În opinia acestuia, situația nu s-a schimbat nici în a doua jumătate a secolului al XIX-lea, perioadă de plin avânt al modernizării Principatelor Unite și Regatului Românei.
Populația comunei, prin bărbații ei, a participat la Războiul de Independență al României din 1877 - 1878, la Al Doilea Război Balcanic din 1913, la Primul Război Mondial și la Al Doilea Război Mondial. 378 de militari hudeșteni au decedat pe câmpurile de luptă ale acestor războaie. Numele acestora a rămas pe toate monumentele dedicate eroilor de război care au fost ridicate în satul Hudești.
Ocupația de bază a sătenilor din această comuna a fost agricultura însă, din cauza neajunsurilor pe care întreaga populație le-a avut ca urmare a înrobirii ei de către moșieri, dar și a speculanților care le-au dijmuit veniturile, apogeul lor fiind în 1946 - 1947, în ziua de azi, prea puțini săteni mai vor să audă de meseria de agricultor. Agricultura ca ramură de bază a hudeștenilor a evoluat de-a lungul vremurilor. Cu sute de ani în urmă, țăranii nu aveau pământ și viața lor era una deosebit de grea. S-au făcut reforme agrare, în principal trei importante, cea din 1864, apoi 1921 și 1945. Moșiile boierești s-au tot micșorat până au dispărut. Interesul țărănimii pentru cultivarea suprafețelor agricole s-a stins complet pe timpul regimului comunist, timp în care copiii sătenilor au plecat la școli și au urmat meserii în industria comunistă. În anul 2010, mai exista în funcțiune pe teritoriul comunal o singură fermă, cea a lui Costache Nazare.

## Atestări documentare
De-a lungul timpului satul a cunoscut mai multe denumiri, numele de „Hudeștii Mari” apărând pentru prima oară într-un document din 27 aprilie 1635 prin care pârcălabul de Hotin, Pătrașco Ciogolea, primește întărire pentru „... dreptele lui ocini și danie, din ispisocul de danie și miluire de la Moiseiu Moghila voievod, un sat, anume Hudeștii Mari [s. n.], care este în ținutul Dorohoiului, pe Bașeu, cu vaduri de moară și cu loc de iaz în Bașeu, care, acest sat, a fost de moștenire lui Moise voievod, și l-a miluit cu acest sat, din privilegiul de întărire pe care l-a avut bunicul lui, Dumitru Movilă, fiul lui Văscan Moghilița fost pârcălab, nepotul lui Iațco Hudici, strănepotul lui Pătru Hudici, de la Iliaș voievod cel Bătrân și de la Ștefan voievod cel Bătrân”. Din acest text se poate deduce că în numele de „Hudeștii Mari” este foarte probabil ca să fie asimilate prin moștenirile și daniile care s-au făcut succesiv către reprezentanții familiei Hudici și mai apoi către familia Movilă, mai multe sate care erau situate pe râul Bașeu de o parte și de alta a lui.

Blazonul familiei Movilă

Cercetătorii care au analizat și studiat documentele istorice, nu s-au concentrat până în anul 2009 asupra identificării atestărilor documentare ale satelor comunei sau a satului Hudești. Ei au menționat că cele trei denumiri găsite ale localității, „Hudineț”, „Hudinți” și „Hudești”, sunt cu certitudine amintite în documentele cancelariilor din secolele XV - XVI însă, nu au putut afirma fără echivoc o primă atestare credibilă a localității. Pe de o parte, informațiile găsite în Documenta Romaniae Historica, A Moldova, în documentele de cancelarie din 13 decembrie 1421, din 14 aprilie 1435 și 19 septembrie 1436,, fac referire doar la prezența boierului Druja Hudici în Sfatul domnesc al lui Alexandru cel Bun și pe de altă parte, despre dania pe care a primit-o Petru Hudici de la Ștefan Vodă, fiul lui Alexandru cel Bun. De asemenea, dania atestă  și prezența lui Petru Hudici în Sfatul domnesc din anul 1436. Este o certitudine că în aceste documente nu există nicio mențiune despre toponimele „Hudinți” sau „Hudineț”. Pentru deslușirea vechimii așezărilor din această zonă, cercetătorii au afirmat că este necesar un studiu aprofundat al documentelor istorice care se regăsesc în colecțiile de arhivă din a doua jumătate a secolului al XV-lea și a celor din secolul al XVI-lea.
Din analiza care s-a făcut asupra documentelor istorice din perioada medievală, în care se găsesc referiri despre înființarea și dezvoltarea satelor din Moldova, rezultă cu claritate că a existat un sat „Hudineț” al cărui nume, în opinia lui Gheorghe Apătăchioae, ar fi fost vechea denumire a satului Hudești, deci și a comunei cu același nume. Din aceleași documente reiese și numele de „Milinăuți”, fostul nume al Milenăuțului de astăzi.

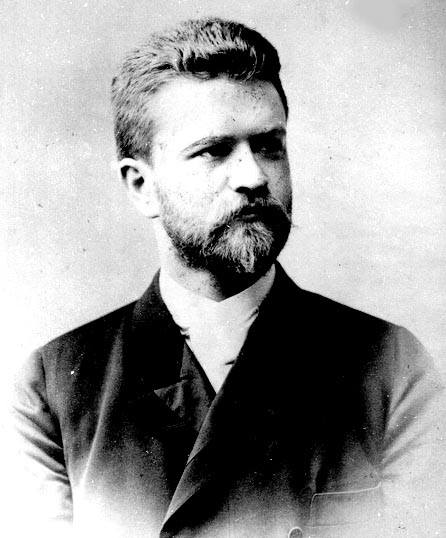
Ioan Bogdan

Ion Bogdan în lucrarea sa Despre cnejii români publicată în anul 1903 a arătat că „... este incontestabil că mare parte din satele moldovenești au fost înființate de cneji, juzi sau hatmani care căpătau dreptul de a aduna oameni de prin țară și din țări străine ca să înființeze sate noi”. Bogdan a menționat mai multe sate care au luat numele întemeietorilor, așa cum sunt Bălănești de la Bălan, Pașcani de la Pașca, Ostopceni de la Ostopec, Milești de la Milea, Oniceni de la Onica ș.a.m.d.
Constantin C. Giurăscu a făcut un studiu despre numele cetăților moldovene, târgurilor și orașelor și a menționat că „... E foarte posibil ca unii dintre martorii actelor domnești din secolele XIV - XV, desemnați prin numele lor și al localităților unde ședeau, să nu fie numaidecât dregători din aceste localități, ci boieri sau stăpâni de moșii avându-și reședința acolo. Dacă „Ștefan de Hotin”, menționat la 3 februarie 1397 a fost după toate probabilitățile pârcălabul cetății respective, în schimb Isaia de la Baia, menționat în actul de la 19 septembrie 1436 se numește așa pentru că își avea așezarea aici, în acest târg, după cum alți boieri pomeniți în același act își aveau așezările la Lipnic, Hudineț, Zăbrăuți, Șerbănești, Tutova etc.”
Nicolae Iorga în Studii asupra evului mediu românesc a pomenit despre boierii din timpul domniei lui Ilie Voievod și pe Petru lui Huda ( din Hudești ).
Ca urmare a acestor considerații se poate trage concluzia că satul „Hudineț” și-ar trage denumirea de la familia vornicului Hudici care a avut în proprietate aceste locuri. Iațco Hudici a fost predecesorul familiei Movilă care a ridicat la tronul Moldovei la sfârșitul secolului al XVI și la începutul celui următor șase domnitori - Ieremia Movilă, Simion Movilă, Constantin Movilă, Alexandru Movilă, Mihail Movilă și Moise Movilă. Mihai Costăchescu a precizat că „... familia Movileștilor era coborâtoare, probabil prin femei, din vechea familie Hudici”.

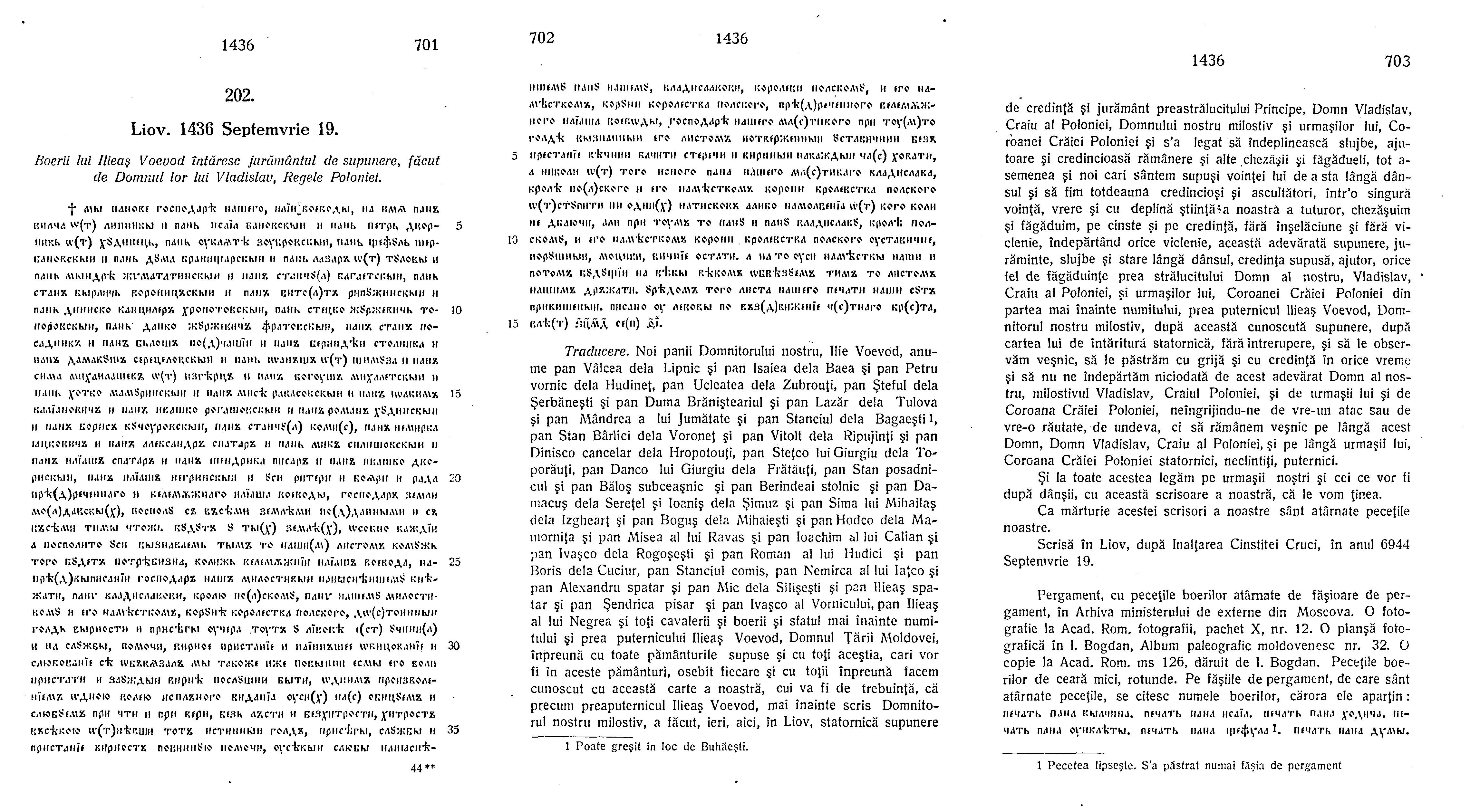
Actul de la Liov din 19 septembrie 1436 privind istoricul satului Hudești, traducere de Mihai Costăchescu

Din toate aceste mențiuni documentare se vede cum satul „Hudineț” a ajuns în proprietatea familiei Movilă timp de peste 100 ani. Paharnicul Ioan Movilă și vornicul Ieremia Movilă au pomenit într-un document din 20 decembrie 1528 că sunt descendenți ai logofătului Ioan Moghilă, Iațco Hudici și Petru Hudici și că aveau în posesie satul „Hudineț”, localizat pe râul Bașeu.
Numele „Hudești”, cu vechea denumire „Lupeni”, a fost descoperit ca dată de atestare într-un document de pe vremea domnitorului Iancu Sasul din 20 ianuarie 1582. În timpul domniei lui Iancu Sasul, Dumitru Moviliță, membru al familiei Movilă, nepot de-al lui Iațco Hudici a vândut marelui vornic Iurescu o parte din satul Hudești „... jumătatea de jos și cu iazuri și cu mori în Bașeu […] pentru 40.000 de aspri”. În același an Iancu Sasul a emis un document de întărire vornicului Ieremia Movilă și paharnicului Simion Movilă pentru câteva sate, printre care „... satul Hudințăi cu case pe Bașău și cu mori și cu heleștei și cu poieni de fânaț ce se numesc  Băranca și cu bălți de pești pe Prut în ținutul Dorohoiului... și o bucată de loc, de către Mlenăuți ce se numește Novosălița Hudințăilor [ Lișna Nouă, n. a. ]”
Moșia Hudești a intrat în posesia Movileștilor și altor boieri, așa cum au fost hatmanul și pârcălabul de Suceava Isac Balica ( 1612 ), pârcălabul de Hotin Ignat Ciogolea ( 1630 ), Pătrașcu Ciogolea ( 1634 ), strănepoata Ileana a lui Ioan Movilă căsătorită cu Miron Costin ( 1659 ) și familia Costache Boldur-Lățescu prin Ilie Costache Lățescu și soția lui Anița Sturdza care a adus ca zestre moșia în anul 1740, apoi spătarul Mihalache Costache Lățescu și prin Iordache Gheorghe Costache Boldur-Lățescu care a fost vistiernic, logofăt și hatman în armata moldovenească până în 1857, anul decesului.
Așa cum reiese din documentele emise de inginerul hotarnic Alfred Deusch - Planul moșiei Hudeștii Mari și Hotărnicia Moșiei Hudeștii Mari, proprietarii din anul 1882 ai moșiei erau Ioan, Ilie și Gheorghe Ciolac și Ioan Tăutu. O parte din păduri a fost vândută lui Iosub Baraț.

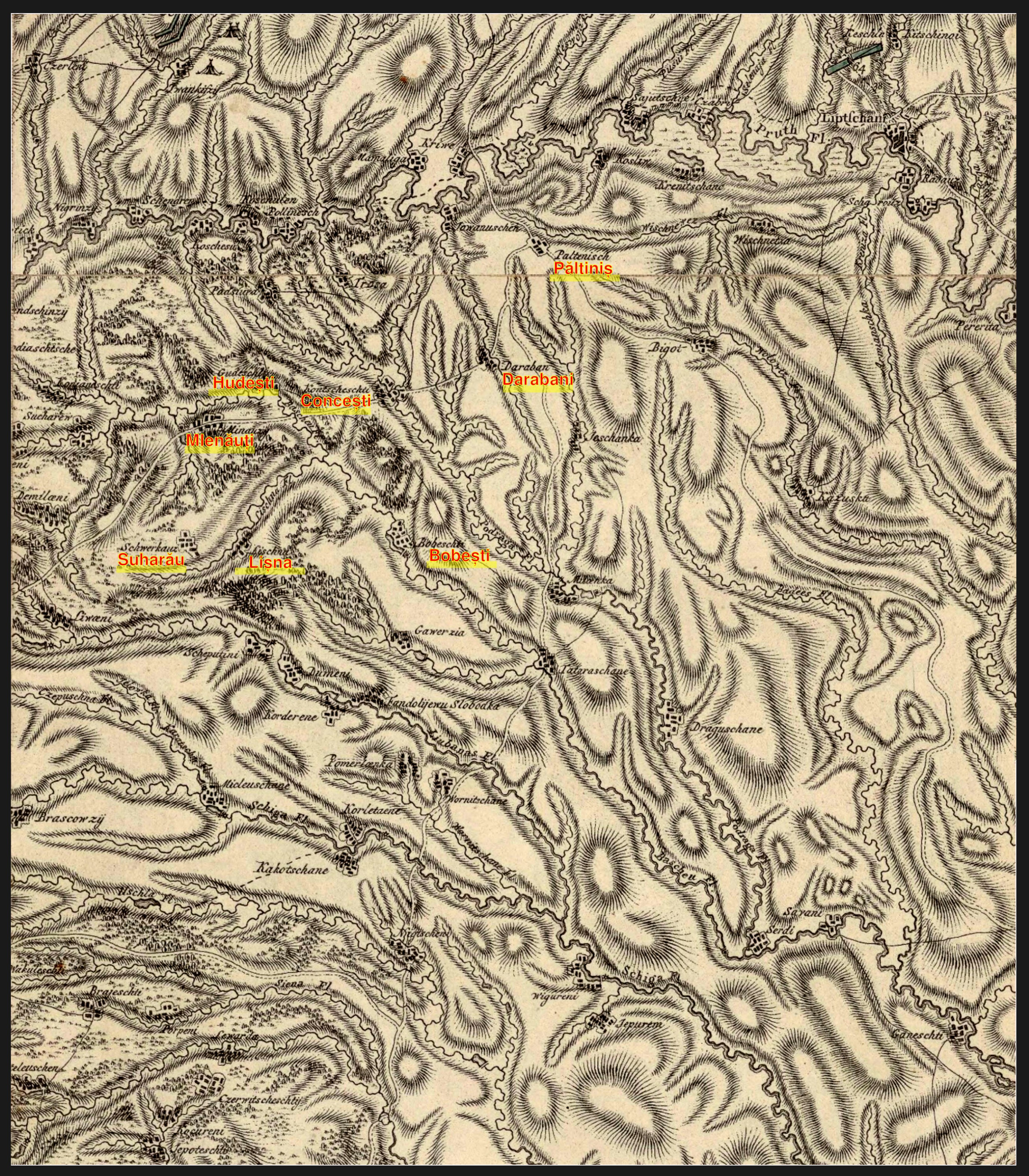
Hudești, Mlenăuți, Bobești - pe harta lui Friedrich Wilhelm Bawr din 1781 - Carte de la Moldavie

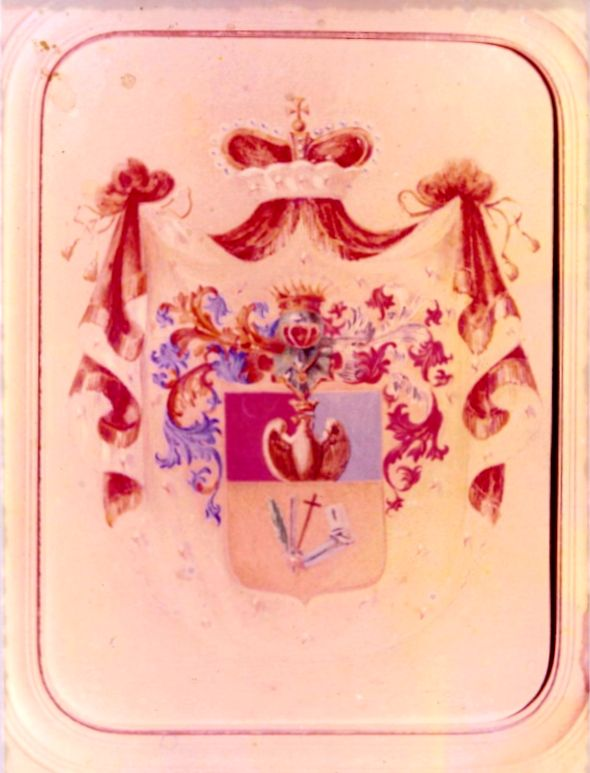
Blazonul Costăscheștilor din a doua jumătate a secolului al XIX-lea

În 1905 exista o parte de pădure în posesia Mariei I. Ciolac care a vândut-o lui Nicolae și Malca Selțer din Dorohoi. Ion Franc era în acei ani contabilul moșiei lui Ion Ciolac. Ca urmare, a făcut un contract de vânzare-cumpărare cu familia Selțer și s-a angajat să o plătească în 50 de ani cu o dobândă de 4% pe an. Valoarea contractului era de 320,000lei noi. Devenind proprietar, Ion Franc a luat în arendă partea de moșie a lui Ilie Ciolac și a fiicei acestuia - Eufrosina. Reforma agrară din anul 1921 a expropiat 4967ha din averea lui Ion Franc și a altora, suprafața care a rămas tuturor proprietarilor fiind de 1366ha.
Satul Bobești care era în trecut în componența comunei Hudești nu mai există astăzi. El a fost menționat în documentele istorice sub numele Bobeștii de Jos și apare pe harta istorică a moșiei Hudești, iar pe harta lui Friedrich Wilhelm Bawr din 1781 deținea o suprafața locuită mai mare ca satul Hudești. Într-un document din 8 martie 1559 s-a menționat că  este un „... privilegiu de întărire ce a avut bunicul lor Cozma Bobici, satul ce se numește Bobeștii de Jos, la Bașeu cu loc de iaz și moară”. Așezarea Bobești apare în secolul al XVII-lea ca fiind „... un sat întărit cu loc de iaz și moară lui Ioan”.
Satul Mlenăuți este menționat împreună cu Bobești și Hudești în documentul din 22 iulie 1643 care arată că „... turcu fost stolnic din Cuzlău și Borileanu uricar primind porunca lui Vasile V. V. să aleagă hotarul satului Mlenăuți, dăruit de Miron Barnovschi V. V. mănăstirii Solca și jumătate din Siliștea Licina, cumpărătura lui Evloghie episcop din Rădăuți de la Moișanu cum și cu Petrică, ginerele Tolocicoaei cu frații lui, strângând oameni tineri și bătrâni megieși din Bobești, Petre Roșca din Concești, Gherasim, Andrei Murguian, Toader diac, fiul lui Pricop Bobăscu din Cuzlău, Miron din Bobești... popa Toader din Havârna... Iațco din Hudești care a fost Licina, Glige din Hudești... au aflat cum să le despartă în jumătatea hotarului Mlinăuților și Siliștea Lișna”. Moșia din Mlenăuți a fost în stăpânirea familiei Tolocico, după care a trecut în proprietatea unor mănăstiri, apoi a slugerului Toader Manole. Pe această moșie se află un loc numit „La Mazâli”. Tradiția orală a păstrat legenda că aici erau trimiși boierii decăzuți din unele drepturi de către domnitorul Moldovei.
În anul 1774, mult mai târziu, documentele istorice amintesc și de toponimul „Hudeștii Mici”, de fapt referindu-se la satul Miorcani ce se află astăzi în componența Comunei Rădăuți-Prut.

## Starea militară a populației locale
Moșia Hudeștii-Mari a aparținut întotdeauna unor mari familii de boieri care adesea îndeplineau și anumite funcții în sfatul Moldovei sau se aflau în apropierea demnitarilor din Curtea domnească cu atribuții în Sfatul domnesc, în administrație, justiție sau armată. Exemplul cel mai la îndemână fiind moșierul local, cu titlul de hatman ( general ), Iordache Costache Boldur-Lățescu, care a îndeplinit funcția de inspector general al miliției ( armatei ) Moldovei între anii 1839 - 1842 și 1854 - 1856. Ca atare, populația hudeșteană trebuia să răspundă afirmativ la chemarea proprietarilor moșiei pentru sprijinirea domnitorului în războaiele pe care acesta le purta. Boierii recrutau bărbați apți pentru armată din rândul propriilor localnici.
Prima bătălie la care au participat hudeștenii, menționată de monograful Gheorghe Apătăchioae, a fost Bătălia de la Stănilești pe Prut (1711), dintre alianța Principatul Moldovei ( Dimitrie Cantemir ) și Rusia ( Petru cel Mare ) împotriva Imperiului Otoman ( sultanul Baltagi Mehmet și Devlet Ghirai al doilea ). Ca urmare a înfrângerii alianței, o parte a moldovenilor aflați sub arme a întemeiat sate în Ținutul Harkovului cu permisiunea Țarului, unii din ei au revenit ulterior la locurile natale, exemplu în acest sens fiind familia Macovei din Vatra, dar și alții. Gheorghe Apătăchioae a avut credința fermă că nu a existat vreun război la care hudeștenii să nu fi participat, asta ținând cont de condițiile relațiilor feudale dintre stăpânii pământurilor și supușii care-l munceau. În opinia acestuia, situația nu s-a schimbat nici în a doua jumătate a secolului al XIX-lea, perioadă de plin avânt al modernizării Principatelor Unite și Regatului Românei.
Hudeștenii și-au adus contribuția la cucerirea independenței de stat a României având un rol activ la cucerirea redutei Grivița în anul 1878. Au participat la Războaiele Balcanice și la Primul Război Mondial în care au murit 208 militari. Puțini dintre ostașii hudeșteni s-au întors acasa: Toader Antochi, Ion Pintilei, Costache Iosub și alții. Al Doilea Război Mondial a avut un impact negativ în viața social-economică a satelor din comuna Hudești prin rechizițiile de tot felul în vederea deservirii armatei și prin concentrările de trupe în perioada premergătoare intrării României în Război.

## 1831 — 1863 — Clăcașii
Comuna Hudești este una a nisipului cuarțos, a pădurilor și peștilor și nu în ultimul rând una a cerealelor, oilor și a vacilor cu lapte. Pământul era până la Reforma agrară din 1864 a lui Alexandru Ioan Cuza în proprietatea marilor moșieri din Moldova. Țăranii dețineau doar pământul pe care era construită casa ( zis și butea casei ) care în mod obișnuit era formată dintr-o tindă și o odaie în care își ducea traiul întreaga familie. O excepție erau răzeșii din satul Mlenăuți.
Majoritatea locuitorilor lucrau în agricultură pe Moșia Hudeștii-Mari și pe cea de la Mlenăuți. Ei erau clăcașii care munceau începând cu aratul cu plugul cu boi, semănat, recoltat și până la depozitarea produselor în hambarele boierilor. Creșterea animalelor era o activitate puțin dezvoltată din cauza lipsei izlazurilor pentru pășunat și a fânețelor pentru obținerea furajelor ( nutreț ) pentru iarnă. Stăpânul moșiei avea cel mai mare număr de animale. Clăcașii aveau în cel mai bun caz o vacă costelivă și păsări domestice pe lângă casă.

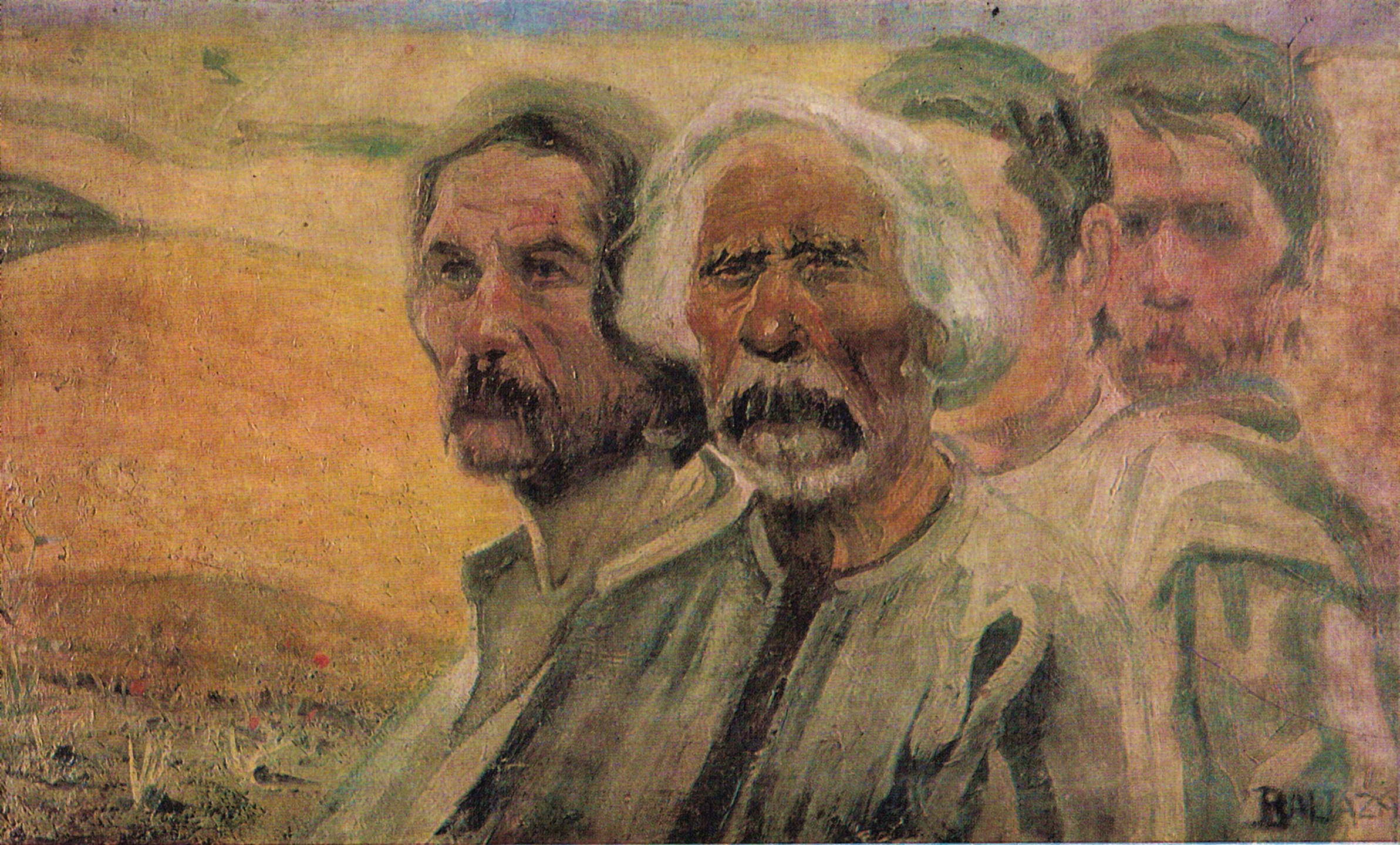
Țărani, Abgar Baltazar.

Din cauză că țăranii nu aveau pământ suficient pentru a-și întreține familiile, ei lucrau moșiile boierilor într-un cadru legiferat de Regulamentul organic ( 1831 - 1832 ) și mai apoi de Legea agrară din 1851 prin care s-a stabilit modul de împărțire al consumului produselor agricole obținute de pe moșii. O treime revenea în exclusivitate proprietarilor și două treimi erau alocate locuitorilor ca sursă de obținere a hranei, pământul revenind în exclusivitate proprietarului. Ulterior, Legea pentru tocmeli agricole din 1893 a îngreunat și mai mult situația țăranilor.
Din cauza lipsurilor materiale, fără pământ, izlazuri, unelte, animale de muncă, țăranii erau obligați să facă înțelegeri ( învoieli ) agricole dezavantajoase cu moșierii. Cele mai folosite învoieli erau dijma și arenda. Ca să primească un teren în arendă sau să se angajeze pe moșie, trebuiau să presteze alte munci în beneficiul administratorului, contabilului sau vechilului. Toate înțelegerile aveau loc pe timpul iernii, atunci când rezerva lor de cereale era pe terminate și vitele nu mai aveau nutreț ( iernatic ). De aceea ajungeau să se angajeze pe prețuri derizorii sau să plătească un cuantum mărit al arendei. Dacă nu puteau plăti contravaloarea arendei, aceasta se transforma în zile de muncă. Astfel, țăranii ajungeau să muncească toată viața pe moșia boierească.
Pentru ca să-și mărească veniturile, moșierii își administrau proprietatea prin intermediul vătafilor, vechililor și contabililor. În plus, au recurs la modernizarea lucrărilor agricole prin pluguri mai performante, mașini de secerat și treierat, grape moderne cu discuri etc. În mod trandițional, treieratul se făcea cu caii și cu boii, modalitate care ducea la adunarea recoltelor într-un timp îndelungat și implicit la pierderi importante. Iordache Costache Boldur-Lățescu „... avea deja mașini de treier[at], iar în 1853 a înființat și un atelier la velniță [ distilerie de alcool, n.r. ] pentru construcția unor mașini de treier, condus de maistrul I. Vengle”. Lățescu își promova mașinile de treierat construite la Hudești spunând că sunt mai bune ca cele care erau aduse de la Maximova (?), ultimele fiind mai scumpe și necesitau o mentenanță asigurată de specialiști. Mașinile de treierat din acele timpuri aveau o productivitate de 15.500kg de grâu/zi ( 30 merțe ). În aceeași tendință a modernizării se înscrie și mențiunea documentară ce amintește că Lățescu a cumpărat și o mașină de depănușat porumbul ( de desfăcut păpușoiul ). Cât timp a trăit, Iordache Costache Boldur-Lățescu a fost și crescător de cai și a format pe moșia lui o herghelie care a fost ulterior închisă de Ion Franc care a mai păstrat doar câteva exemplare pentru curse. Acestea erau antrenate pe locul denumit astăzi „La Rotunda”.

## 1864 — Urmările reformei agrare din 1864
În 14 august 1864 a fost publicată Legea rurală, în timpul domniei lui Alexandru Ioan Cuza. Legea este cunoscută ca Reforma agrară din 1864, ea a desființat dijma, podvezile, claca și alte obligații pe care țăranii trebuiau să le presteze pe moșiile boierești.
Pentru Hudești, Reforma agrară a avut următoarele efecte. Țăranilor li s-au împărțit contra cost 1.100 fălci (  o falce = 1,43ha = 14,322m² ) de pământ, care adunate cu 350 fălci ale satelor însumau 1.450 fălci, adică circa 22% din suprafața întregii moșii. În 1878, conform unui proces verbal existent la Primăria Hudești, se menționează că din 6.524 fălci care reprezentau întreaga suprafață a moșiei lui Ion Lățescu, fiul lui Iordache Costache Boldur-Lățescu, scăzând 1460 fălci atribuite foștilor clăcași conform Legii rurale din 1864, rămân 5.064 fălci rămase în proprietate privată și de stat. Acestea erau după cum urmează: 2.163 fălci ― teren arabil, 1350 ― pădure, 1216 ― fânețe, 150 ― lunci aflate pe malul Prutului, 107 ― suprafețe de apă la iazuri, 148 ― livezi, 16 ― curți și clădiri și 14 fălci ― drumuri comunale și județene.

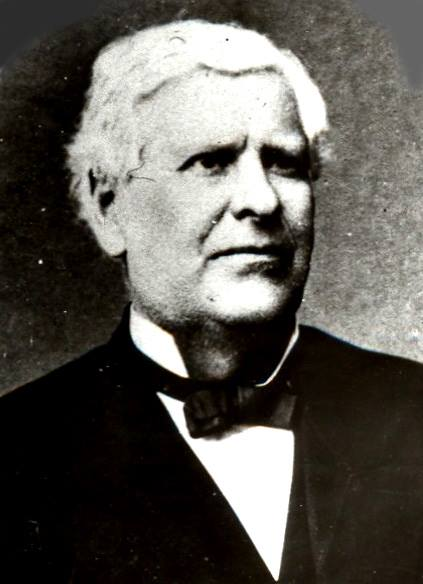
Ion Ionescu de la Brad

Ion Ionescu de la Brad a descris în Agricultura românească în județul Dorohoi publicată în 1866, situația în care se afla moșia din Hudești în 1865, menționând că era cea mai mare proprietate din Plasa Prutul de Sus, pentru că avea o suprafață de 7.000 fălci din care 1.600 fălci erau formate din păduri și se întindea de pe malul Prutului până la Havârna, comunitatea de clăcași fiind de 480 de familii. Ca urmare a Legii rurale din 1864, Ion Ionescu de la Brad a amintit că proprietarul moșiei, hatmanul Ion Costache Boldur-Lățescu a făcut pe cheltuiala sa repartizarea pământurilor către văduve, tineri căsătoriți, slugi și chiar către țiganii emancipați. Moșierul a cultivat „... semănându peste 800 de fălci ca și când nici n’ar fi fostu cea mică vorbă de aplicarea legei rurală;  dar cu tote că a lucratu bine moșia, a cheltuitu peste 7000 de galbeni, a aratu de două ori, totuși anulu fiindu rău de totu, nu s’a alesu mai cu nimica. Cu speranță în Dumnezeu proprietarulu a începută cu mai curagiu cultura anului  viitoru, deja are și semănate peste 180 fălci cu secară și 80 fălci de grâu”.
La Hudești se cultiva în anul 1865 secara care era materia primă pentru distilarea rachiului la velniță ( distilerie ). Cultura cartofului nu era încă introdusă. Velnița avea o producție de 20.000 vedre ( o vadră = 10 litri ) pe an. Braha ( brahă = borhot = reziduu rămas după fabricarea rachiului ) rezultată de la velniță se folosea ca hrană pentru creșterea și îngrășarea animalelor, la o asemenea producție de rachiu se puteau îngrășa până la 300 de boi. Moșia fiind foarte mare se practica și odihnirea terenurilor agricole prin rotația culturilor. Acesta era sistemul agricol moștenit din străbuni. Toată moșia nu se putea cultiva și de aceea o parte a ei era folosită ca fâneață pentru creșterea vitelor și oilor. Ion Lățescu avea puține vite, circa 800 de oi și boi pentru 40 de pluguri. În trecut, tatăl lui, Iordache Costache Boldur-Lățescu, avea multe vite frumoase și de aceea era un renumit crescator de animale. În 1865, după spusele lui Ion Ionescu de la Brad, pe moșia Hudești nu mai erau boi îngrășați, dar nici brahă, care era vândută de negustori cu 3 - 4 galbeni pentru îngrășarea unui bou.

## 1877 — 1878 — Războiul de Independență al României

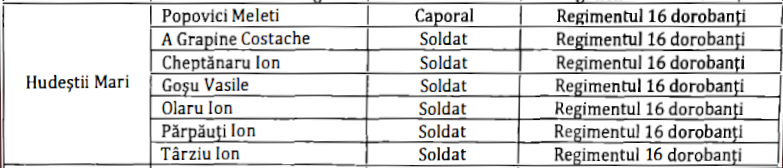
Decedații hudeșteni în Războiul de Independență 1877-1878 — extras din Tabela de ostaşii morţi în războiul din 1877-78, publicată de Ministerul Cultelor şi Instrucţiunii Publice în 1926

O dată cu începerea Războiului Ruso-Turc din 1877 – 1878, care pentru România poartă denumirea de Războiul de Independență al României, ostașii care au fost recrutați de pe moșia Hudeștii-Mari, fie că erau deja încorporați sau chiar mobilizați, făceau parte din Regimentul 16 Dorobanți cu sediul în Botoșani. Regimentul era constituit pe structura a două batalioane cu câte patru companii fiecare, Batalionul 1 din Botoșani la comanda căruia era maiorul Alexandru Jipa și Batalionul 2 din Dorohoi în componența căruia se afla Compania a VIII-a Bașeu comandată de Stroe Buican. Regimentul 16 Dorobanți s-a deplasat  în Oltenia, a participat la luptele pentru cucerirea cetății Nicopole din 16 iulie 1877, după care s-a deplasat împreună cu celelalte unități militare din Divizia 4 infanterie spre Grivița, acolo unde au participat la luptele din 30 august 1877.
La luptele de la Grivița, Plevna, Rahova și Smârdan și-au pierdut viața mulți ostași români, printre care și mulți soldați din Hudeștii-Mari ca Olaru Ion, Cheptănaru Ion, Giosu Vasile, Agrăpinei Constantin, Părpăuți Ion, Târziu Ion, caporalul Popovici Meletie și mulți alții. Pentru vitejia lor, au fost decorați hudeștenii Baltă Nicolae, Fasole Vasile, Andreescu Constantin, Apăvăloaie Ion, Barbazan Andrei, Lefter Ion. Ostașii din comuna Hudești au participat la evenimentul predării armatei otomane a lui Osman Pașa din 28 noiembrie 1877 de la Plevna și la parada din 2 decembrie 1877 de pe malul stâng al râului Vit, locul unde s-au dat cele mai puternice lupte. În data de 13 august 1878, Regimentul 16 Dorobanți a revenit la cazărmile din Dorohoi și Botoșani și soldații au fost demobilizați.
Populația comunei care în timpul războiului a rămas la vatră, a contribuit la efortul de război prin donarea de bani, produse alimentare, îmbrăcăminte etc. Toate acestea au fost predate centralizat la Prefectura din Dorohoi. Există în acest sens un raport întocmit de prefectul din Dorohoi către Ministerul de Interne unde se văd donațiile: 8 perechi de pantaloni, 10 cojoace, 6 coți de stofă, 291,52lei, 3 cai, o trăsură, 33 perechi de izmene, 43 de cămăși, 28 de ștergare, și încă 115lei. Prefectura din Dorohoi a scos deseori în evidență spiritul hudeștenilor în sprijinirea efortului de război. Un alt raport centralizat pe județ a consemnat că în localitățile Plășii Herța din care făcea parte și Hudeștii-Mari „... a fost lucrată în vara anului 1877, suprafața de 112 de fălci și 36 de prăjini pentru 87 de familii de rezerviști care luptau pe front”.

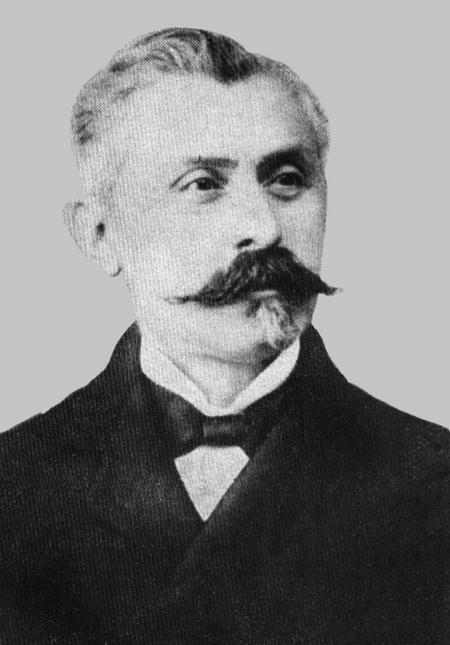
Spiru Haret

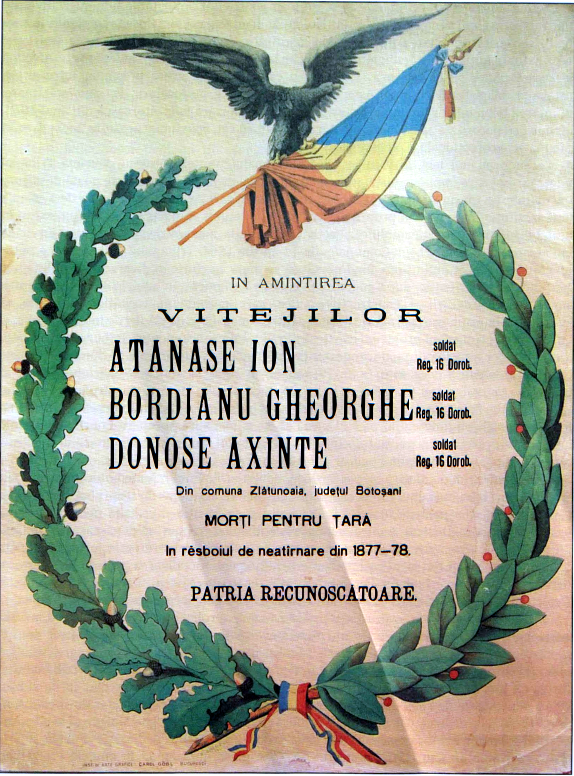
Tabloul morților din Zlătunoaia în Războiul de Independență al României din 1877

Istoricul Radu R. Rosetti a făcut o analiză a decedaților în război și a ajuns la concluzia că numărul lor nu poate fi stabilit cu exactitate. Ca urmare, s-a făcut un studiu aprofundat asupra acestei probleme și s-a întocmit „Tabela de ostașii morți în războiul din 1877-78” cu ajutorul cercetărilor de teren făcute de învățătorii sătești și revizorii școlari, totul cu ajutorul autorităților locale plus populație și preoți. Această inițiativă a avut-o Spiru Haret care era în anul 1897 titularul Ministerului Cultelor și Instrucțiunii Publice. În data de 19 decembrie 1897, acesta a furnizat revizorilor școlari listele decedațiilor și a cerut ca să fie verificată, corectată și completată „... ca un omagiu adus eroilor căzuți în războiul pentru independența patriei”. Ministerul Instrucțiunii Publice a tipărit noua listă completată „... așa ca școlarii să citească și să-și întipărească în minte și în inimă pe acei fii ai patriei care au murit pentru dânsa pe câmpul de luptă”.
În București, Craiova, Iași, Galați, Pitești, Dorohoi, Botoșani etc., cercetarea nu s-a putut face cu ajutorul corpurilor didactice deoarece memoria locală a dispărut după trecerea a douăzeci de ani. Numele decedaților a rămas din tabelele publicate de Marele Stat Major, doar că acestea erau incomplete. Rezultatele cercetărilor de teren s-au concretizat într-o actiune de propagandă națională inițiată de Spiru Haret. Acesta a dat ordin de executare, pentru fiecare comună din România, de tablouri  comemorative ale eroilor locali căzuți în Războiul de Independență. Tablourile au fost tipărite la Institutul de Arte Grafice Carol Gobl din București și au fost distribuite în toate bisericile, școlile și primăriile, din toate localitățile care au avut eroi. Grafica a fost realizată de pictorul Nicolae Grimani. Spiru Haret a recomandat ca „... ele să fie puse în rame cu geamuri, pentru a fi mai bine păstrate”. Haret recomanda învățătorilor „... să nu scape nici o ocaziune... [să implanteze, n. r.] ... în inima școlarilor lor aceste nume sfinte pentru țară, înălțându-le simțămintele patriotice și dragostea de țară pentru care vor fi chemați vreodată să-și dea tributul lor de devotament și sacrificiu. Să le fie scumpe aceste nume și să fie mândria comunei lor acești eroi, care și-au dat viața pentru patria lor”. Spiru Haret îndemna la o educație școlară sub egida regalității și a valorilor naționale folosindu-se de influența preoților, indicându-le acestora și locul din biserică unde să așeze tablourile. Aceste tablouri au făcut epocă păstrându-se până la începutul mileniului al treilea.

## 1904 — 1906 — Băncile populare de credit
În România în a doua jumătate a secolului al XIX-lea cererea de capital monetar a crescut semnificativ ca urmare a dezvoltării relațiilor de producție capitaliste. Insuficiența sau lipsa capitalului a determinat creșterea exponențială a cămătăriei în forme din ce în ce mai complexe. Petre S. Aurelian a desfășurat o propagandă al cărei scop final a fost crearea și asigurarea unui credit ieftin. Astfel, prima Cooperativă de Credit și Economii „Economia”, de tip Schulze-Delitsch, a fost fondată în anul 1870 la București. În perioada următoare, până în 1893, s-au făcut eforturi pentru organizarea unui credit popular care să funcționeze pe baze cooperatiste, dar și din inițiativa statului, roadele nefiind satisfăcătoare. După fondarea primei Bănci Populare din Urziceni (1891), s-au înființat în România încă 24 de bănci până în 1898 în mai multe județe. Majoritatea aplicau principiile Schulze-Delitsch și cele fondate în Dobrogea principiile Raiffeisen.
Principalii opozanți ai acestei mișcări au fost cămătarii satelor. Spiru Haret a fost cel care a îndemnat la o propagandă națională pentru susținerea ideilor de credit popular ieftin și a deținut portofoliul cultelor și instrucțiunii publice din 1897 până în 1910 în toate guvernele liberale. El s-a folosit de preoții satelor, revizorii școlari și învățători, îndemnând țărănimea la asocieri, crezând că aceasta este o cale de emancipare a acestei clase sociale. Haret a văzut în învățători principala unealtă care să coaguleze interesele comunităților sătești în modernizarea tehnică a producției agricole, în comercializarea produselor lor, dar și în obținerea de credite. Mulți cămătari și-au dat seama de oportunitățile noi create și din opozanți au devenit susținători ai acestor idei. Ei au văzut că asocierea țarănimii le va permite să subscrie capitaluri mari la băncile populare și astfel să domine cooperativele de credit. Ca urmare, până în 1901 s-au fondat în România 168 de bănci populare cu aproape 70.000 membri cu un capital vărsat în valoare de  4.250.000lei.

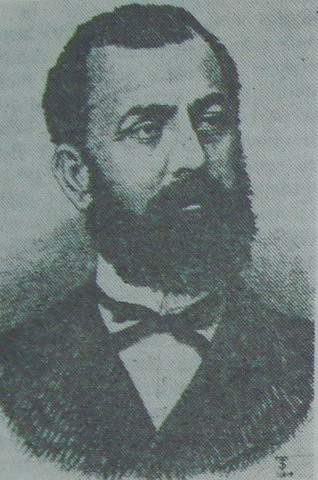
Petre S. Aurelian prim-ministru (1896 - 1897)
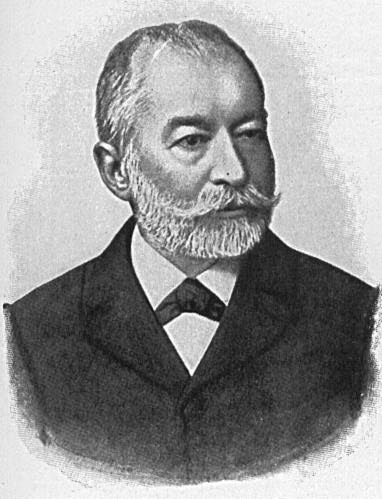
Dimitrie A. Sturdza prim-ministru (1895 - 1909)
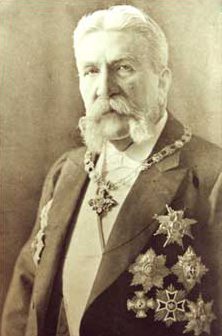
George Gr. Cantacuzino prim-ministru (1899 - 1900) (1904 - 1907)
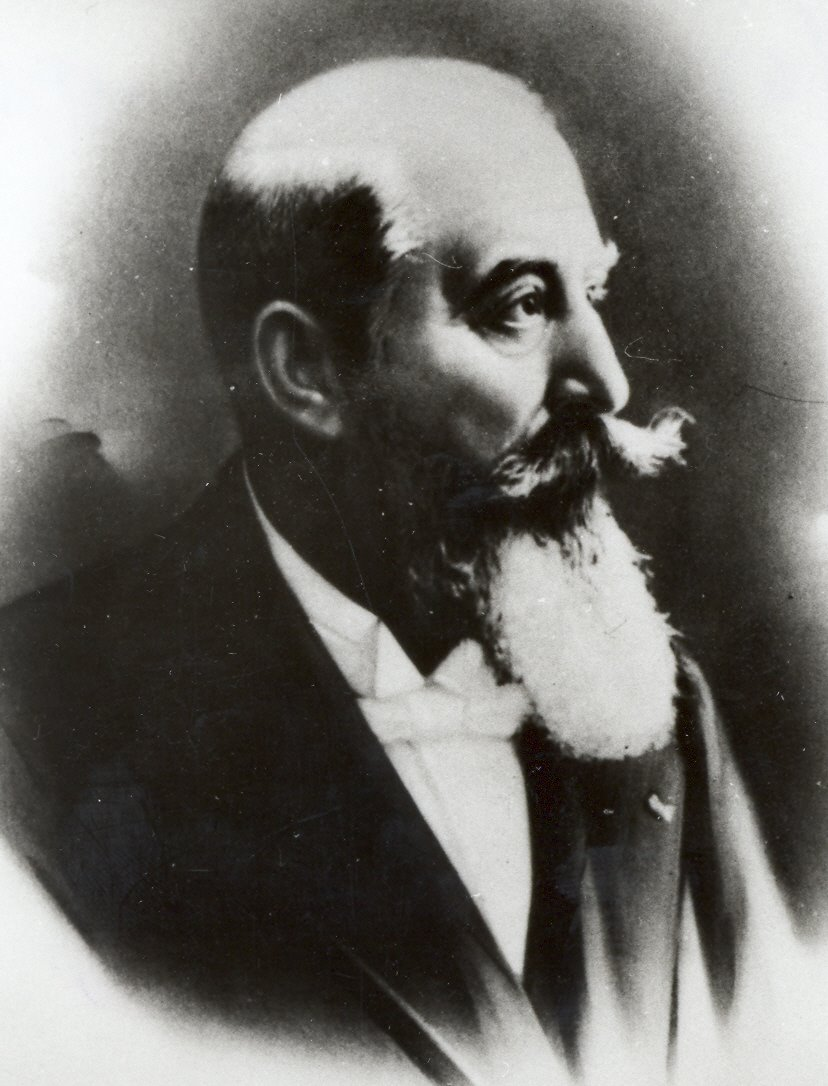
Constantin I. Istrati Ministrul Lucrărilor Publice (1899 - 1900) (1904 - 1907)
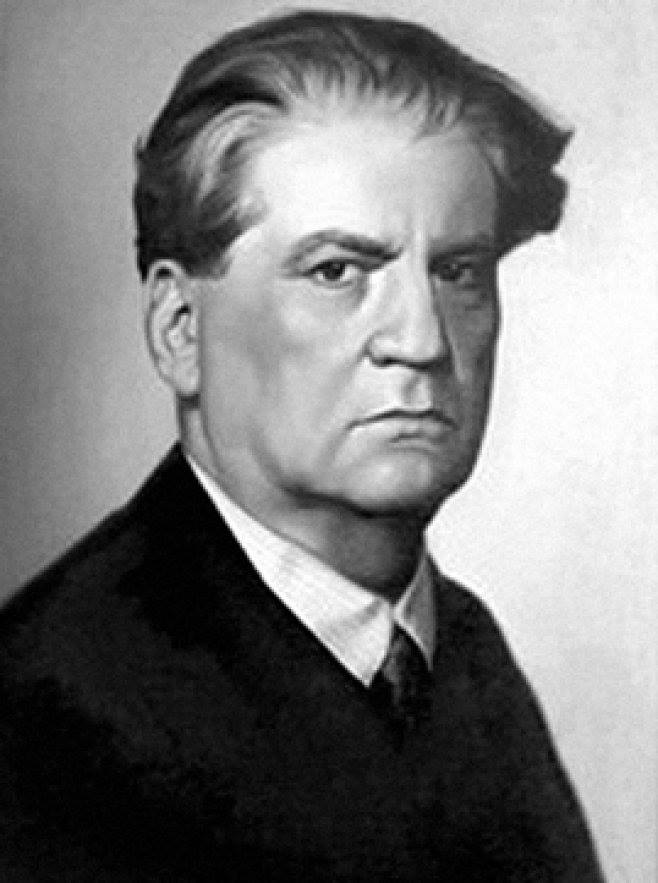
Constantin Stere politician, jurnalist, avocat
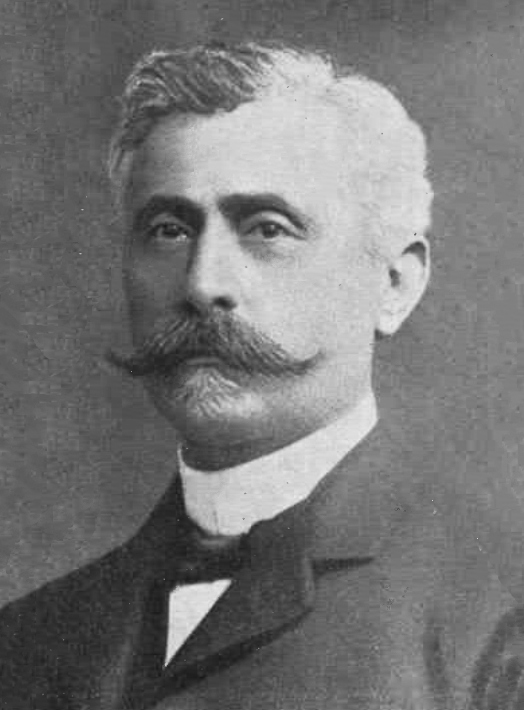
Spiru Haret Ministrul Instr. Publice (1897 - 1910)

În perioada 1900 - 1902 creșterea numărului de societăți de credit popular a explodat datorită propagandei făcute de Spiru Haret din cabinetul lui Dimitrie A. Sturdza și Constantin I. Istrati din guvernul lui George Gr. Cantacuzino. Aceștia au văzut avantajele economice și au protejat învățătorii din mediul rural împotriva persecuțiilor din partea celor care erau ostili asocierilor. Ei au cerut învățătorilor să explice țărănimii metodele și principiile cooperației și mai mult de atâta, au trimis tineri să studieze în străinătate despre experiența pe care au obținut-o alții dintr-o astfel de mișcare. Ca urmare, la 29 martie/11 aprilie 1903 a fost promulgată Legea Băncilor Populare și a Casei lor Centrale, redactată de Constantin Stere. Scopul principal al acestei legi a fost acela de a coordona mișcarea și a realiza o legătură între băncile populare.
Pentru Hudești ideea creării unei bănci populare în localitate a avut un larg ecou. Similar altor zone din România, intelectualii satelor de pe moșie și-au adus aportul lor în această direcție. Principalul element catalizator a fost învățătorul Ion Alexandrescu care era directorul Școlii Costăcheasca. El a organizat numeroase întruniri ale sătenilor și împreună cu mai multe persoane, cu preponderență din Vatra și Hudești, au depus garanțiile și au făcut formele legale de fondare în 1904 a „Băncii Populare de Credit Alexandru Ioan Cuza” cu sediul în Lupeni. Primul consiliu de conducere al băncii a fost format din Ion Alexandrescu, preotul Dumitriu, Theodor Antochi, Ion Cozmolici și alții. Alexandrescu făcea parte din tipologia învățătorului haretist, fiind absolvent al Școlii Normale „Vasile Lupu” din Iași, și a fost împreună cu Constantin N. Maxim, dascălul din Flămânzi, normalist și el, sub influența agitatorului socialist Panait Mușoiu. Haretismul a fost o concepție sociologică care preconiza ridicarea stării materiale și culturale a satului prin activitatea extrașcolară a învățătorilor.  Conceptul a fost creat în al doilea deceniu al secolului al XX-lea de Spiru Haret, de unde îi vine și numele. Învățătorii haretiști au dus la crearea băncilor populare si cooperativelor sătești în toată România.

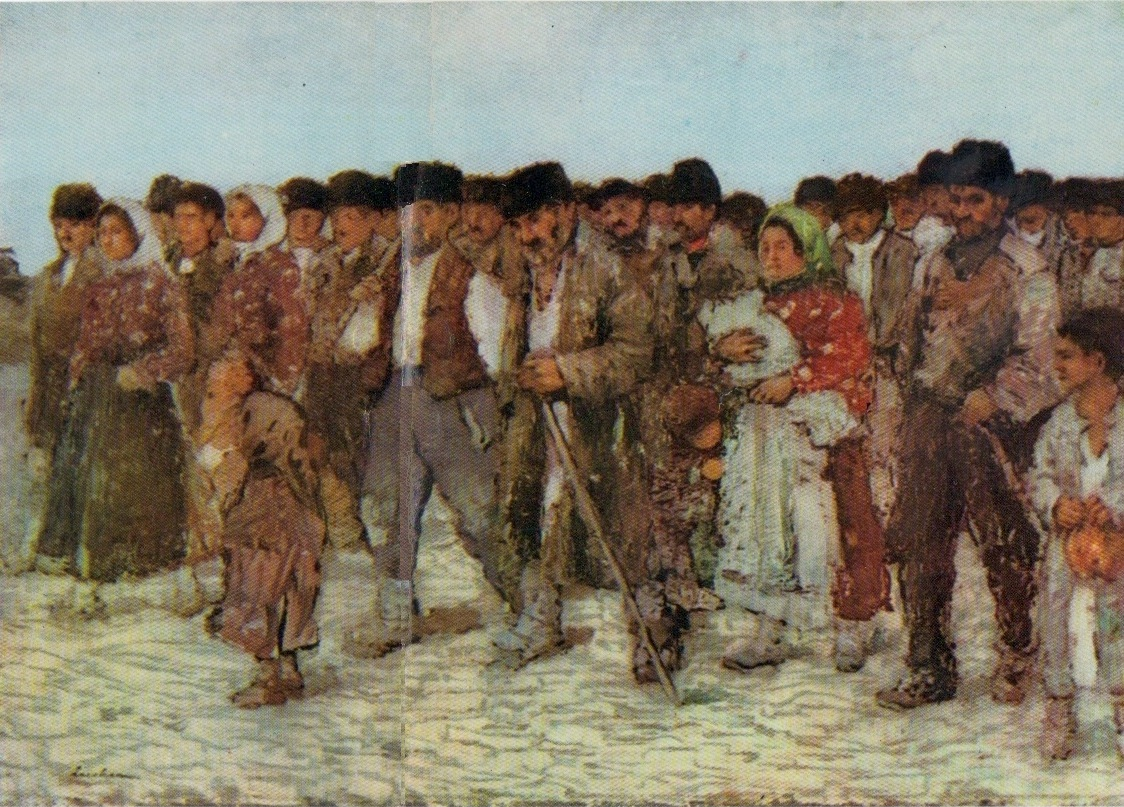
La împărțitul porumbului (1905)
(de Ștefan Luchian)

Concomitent s-a format obștea agricolă sătească condusă de aceiași Ion Alexandrescu, preotul Dumitriu și fostul primar Costache Chițac. Banca populară a făcut în 1910 împrumuturi către obștea agricolă. Capitalul a fost folosit pentru arendarea timp de 10 ani a 800ha de teren arabil aflat în proprietatea Eufrosinei Ciolac. Prin valorificarea recoltei din anul 1911 s-a reușit achitarea a 50% din valoarea împrumutului. Obștea agricolă s-a implicat în construirea unui pod peste Părăul Morii în 1913, la confluența acestuia cu râul Bașeu, și a mai construit un hambar pentru depozitarea produselor agricole. Podul a purtat numele de „Podul Alexandrescu”.
La inițiativa învățătorului Alexandrescu a luat ființă în anul 1906 „Cooperativa de Consum Frăția” cu sediul în Lupeni. Cooperativa a avut filiale în satele din jurul Lupenilor. În 1908, ea avea un capital 7.057lei și vindea locuitorilor obiecte de uz casnic, unelte, produse alimentare și mărfuri de uz general. În anii de dinaintea Primului Război Mondial existau în satele comunei peste 20 de cârciumi și prăvălii particulare. Prăvăliile achiziționau pe timp de iarnă produsele agricole de la țărani la prețuri derizorii și apoi le revindeau primăvara cu profituri mărite. Cârciumarii la rândul lor vindeau pe credit băuturile alcoolice și luau toamna, la recoltare, în contrapartidă cerealele la prețuri mici.
În plus de toate acestea, viața de zi cu zi era împovărată și de taxele și impozitele pe care țăranii trebuiau să le plătească statului. Prin comparație, dacă un țăran plătea în anul 1906 un impozit de 2.2lei / pogon ( un pogon = 0.5ha ), moșierii care aveau în proprietate mii de pogoane plăteau 0.5lei / pogon. La înrăutățirea situației materiale a țăranilor au contribuit învoielile agricole înrobitoare, exploatarea desfășurată de către negustori și cămătari, dar și creșterea continuă a impozitelor către stat.
Privind situația la nivelul României, băncile populare și-au adus contribuția la o ieftinire a creditului agricol și ca urmare, au realizat o ameliorare a stării sociale și economice a multor familii de țărani, dar nu spectaculoasă, și nu în ultimul rând au avut un rol educativ în mediul rural. Cooperativele de credit au susținut crearea de asociații, preluarea terenurilor agricole moșierești în arendă, valorificarea produselor agricole cu ajutorul cooperativelor de consum care depindeau de ele și facilitarea achiziționării de unelte și mașini.

## 1907 — Răscoala
Răscoala țărănească din 1907 a început în data de 21 februarie (8 februarie s.v.) 1907 în Flămânzi, Botoșani și s-a răspândit, în perioada următoare, în toată țara. Răscoala a fost înfrântă de guvern, reprimarea ei de către armată soldându-se cu morți și răniți. Cauzele sunt, încă, controversate : au fost ani cu recolte mult mai slabe (ex. 1899, 1904), țărănimea își mărea constant suprafața agricolã, în detrimentul marii proprietăți, marea majoritate a țărănimii nu a participat la revoltă, indivizi ce nu erau muncitori agricoli au participat la evenimente, au fost mobilizați zeci de mii de țărani, ca soldați, ce nu au susținut revolta. Aceste aspecte nu scuză însă nici represiunea brutală care a urmat și nici numărul de morți.

### Inițierea răscoalei din Hudești
Din studierea numeroaselor documente rămase prin arhivele statului, a rezultat că răscoala din 1907 a cuprins majoritatea localităților din județul Dorohoi. Cele mai intense mișcări țărănești s-au derulat în Hudeștii-Mari, Ibănești, Horodiștea, Păltiniș, Hânțești, Brăiești. Știubeni, Săveni, Mihăileni și Darabani. În multe sate erau deja înființate bănci populare, obști și cooperative, care au fost încurajate de socialistul Spiridon Elefterescu-Urzică din Dorohoi, să funcționeze prin toate mijloacele de propagandă existente în acele vremuri. Elefterescu s-a folosit de aceste oragnizații, ca principale unelte care să ducă la emancipare socială, economică și politică a țăranilor, mijloace care trebuiau să-i pregătească pentru opera de socializare care s-a petrecut după trecerea a câtorva decenii.
Frământările țăranilor din satele hudeștene au început  în vara anului 1906. Învățătorul Ion Alexandrescu, care și-a adus aportul la coagularea intereselor țărănimii de aici într-o obște agricolă și a participat la înființarea „Băncii Populare de Credit Alexandru Ioan Cuza”  și a „Cooperativei de Consum Frăția” din Lupeni, l-a îndemnat pe săteanul Ion Gălbău din Alba să procure broșurile „Către săteni” și „Împroprietăririle țărănești” redactate de omul politic Vasile Kogălniceanu, personalitate progresistă a vremii, fruntaș
al mișcării socialiste, fiul lui Mihail Kogălniceanu, dar și poezia „Noi vrem pământ!” scrisă de George Coșbuc.

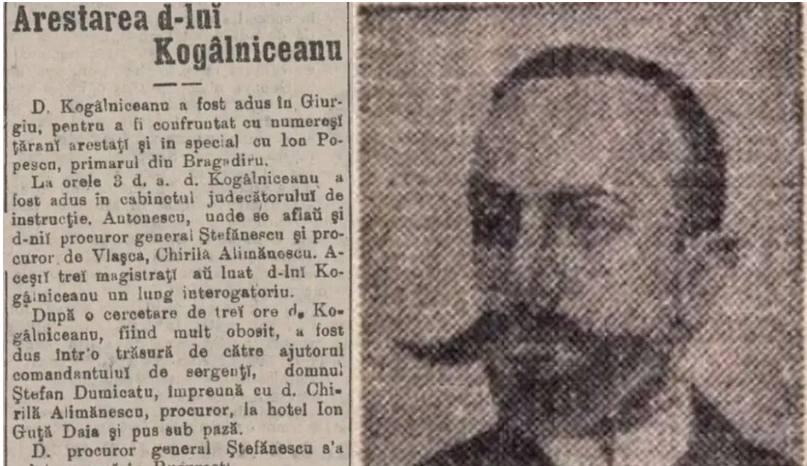
Vasile M. Kogălniceanu

După cum se știe, Vasile M. Kogălniceanu a fost în acei ani mai mult decât asociat cu factorii care au generat tulburările din lumea satului din România și ca atare a fost intens mediatizat. Acesta, împreună cu învățătorul Alexandru Vălescu, un vechi colaborator al lui Constantin Dobrescu-Argeș al cărui cumnat era, a inițiat înființarea unui partid țărănesc. Cu ocazia expoziției jubiliare din anul 1906, care aniversa patru decenii de domnie a Regelui Carol I, pe lângă alte conferințe și manifestări, s-a desfășurat și primul congres țărănesc la „Sala Oppler” din București. Atunci a avut loc și lansarea apelului „Către săteni” care reitera măsurile de primenire a situației țăranilor ca urmare a chemării „Frați Țărani” din 1896. Kogălniceanu dorea o bază socială pe care să construiască un partid țărănesc care să fie format din preoții, învățătorii, notarii, primarii și țăranii înstăriți ai satelor.
Apelul „Către săteni” a avut adeziuni semnate de 40.000 de persoane și s-a tipărit în 10.000 de exemplare care au fost distribuite cu ajutorul intelectualilor satelor și al încasatorilor „Gazetei Țăranilor”. Publicația a fost înființată la sfârșitul secolului al XIX-lea de Constantin Dobrescu-Argeș și era condusă de Alexandru Vălescu. Gazeta nu avea un caracter programatic revoluționar însă, dacă cineva era abonat la această publicație se putea aștepta la represalii din partea autorităților. După suprimarea răscoalei din 1907, Vasile Kogălniceanu și Alexandru Vălescu au făcut luni de detenție pentru propaganda de instigare pe care au desfășurat-o în acei ani. Activitatea lor de atunci este cunoscută azi ca „Afacerea V. M. Kogălniceanu”.
Acel moment, care nu era unul oarecare, era cauzat de agitația produsă de cluburile socialiste care au tulburat o mare parte a populației rurale, care începuse a se radicaliza. Ca urmare, înființarea reuniunilor țărănești avea scopul bine definit de a canaliza organizarea politică a țăranilor către o direcție liberală și de a-i îndepărta de opțiunea socialistă, violentă și directă.

### Desfășurarea evenimentelor
Broșurile aduse de Ion Gălbău au fost distribuite țăranilor hudeșteni, citite și explicate celor adunați în grupuri pe la case de către intelectuali sau slujitorii bisericilor. Învățătorul Ion Alexandrescu a organizat adunări la școală unde explica conținutul publicațiilor. Broșurile au fost distribuite și în comunele Suharău, Darabani, Horodiștea, Păltiniș ș.a.m.d., pentru ca să fie citite de locuitorii satelor. Agitația desfășurată de învățătorul Ion Alexandrescu a determinat pe primarul comunei să întocmească un raport în data de 29 iulie  1906 adresat prefectului județului Dorohoi în care a consemnat că „... în școala din această comună în toate zilele și serile se fac convocări de locuitori de către învățătorul Ion Alexandrescu unde li se vorbește despre nedreptățile sociale și se critică abuzurile autorităților comunale”.

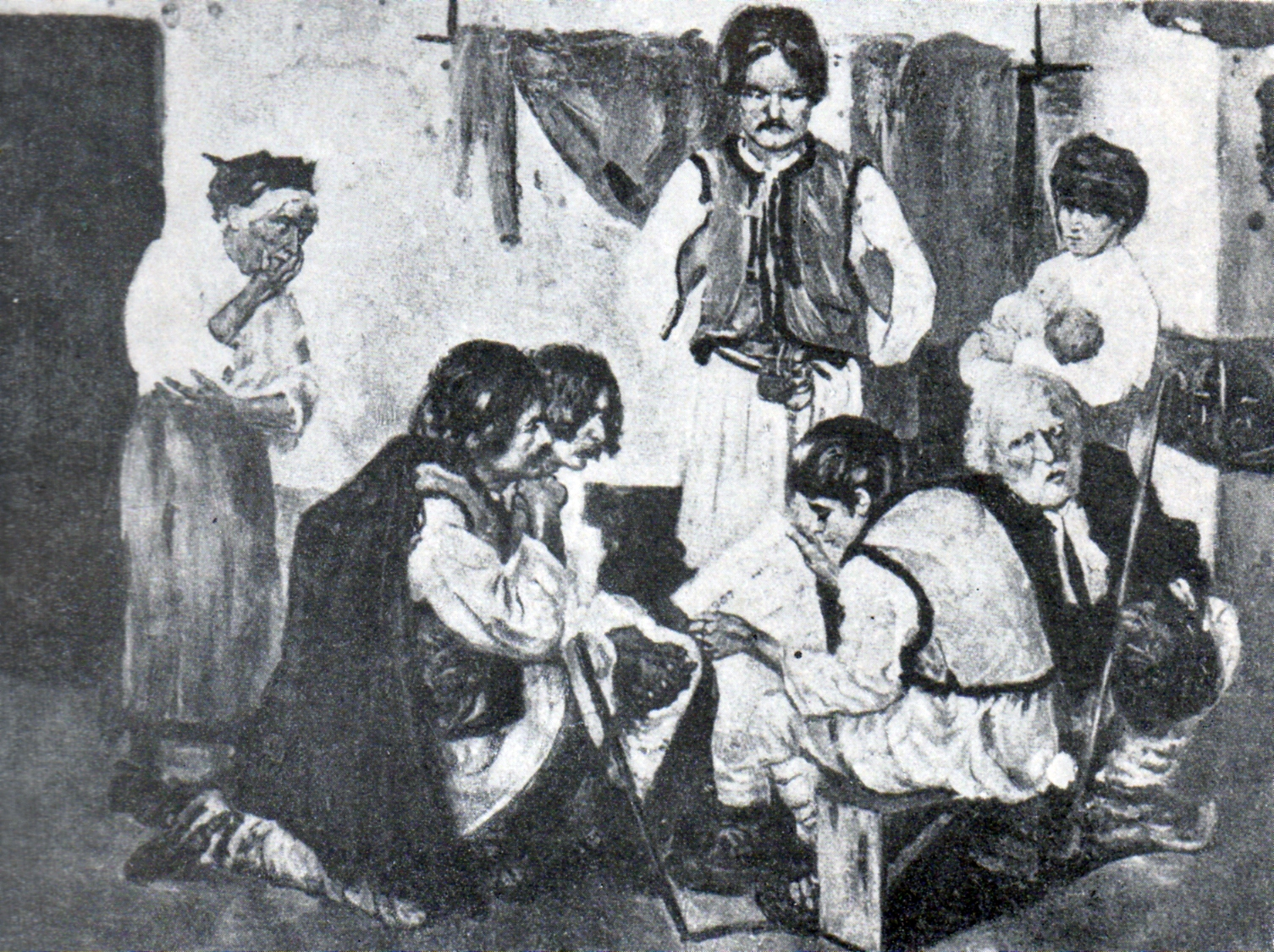
Propagandistul - Ciclul 1907
(de Octav Băncilă)

În ziua de 15 septembrie 1906 în raportul făcut către prefectura județului Dorohoi, inspectorul de plasă a menționat că „... după alegerile comunale, în Hudeștii Mari cea mai mare parte din locuitorii fără drept de vot au început manifestările cu muzică mergând parte la școală, unde odăile s-au luminat deodată, iar o parte au plecat spre satul Vatra. Manifestanții au stat la școală până la ora 4”. Semnalul răscoalei din județul Dorohoi a fost dat în comuna Hudești de către învățătorul Ion Alexandrescu în urma activității de propagandă pe care a făcut-o printre localnici în lunile iulie și septembrie 1906. La 31 decembrie 1906, circa 22 de săteni din satele comunei s-au adunat la primărie unde au dat primarului și poliției o petiție în care cereau pământ agricol. În fruntea lor au fost Vasile Sârghi, Ion Galbău, Ion Amălinei și Ion Apăvăloaiei din Alba, Gheorghe Minciună, Dumitru V. Macovei, Chirică Stelea și Neculai Sâsâeac din Vatra, Costache Andreescu, Neculai Baltă, Vasile Asăvoaie și Neculai Brumă din Lupeni, Ion D. Dogaru, Toader Amălinei, Gheorghe Barzaban, Vasile D. Dogaru și Gheorghe Roșu din Bașeu. Învățătorul Alexandrescu nu a participat la manifestație pentru că era plecat în vacanță la Botoșani. Revizorul școlar Anton Popescu a scris o înștiințare către Ministerul Instrucțiunii Publice și Cultelor în care a menționat că ”... învățătorul Alexandrescu, dirigintele școalei Costăcheasca din Hudeștii-Mari n-are niciun amestec în întâmplările din... ziua de 31 decembrie 1906, fiind dus în familie la Botoșani chiar de la începutul vacanței Crăciunului și, neîntorcându-se de acolo la Hudești decât la finele vacanței, iar dezordinea în comună a fost provocată în adevăr din cauza unor broșuri ajunse în mâinile unor săteni știutori de carte...”.
În adresa nr. 36 trimisă de Spiru Haret Regelui Carol I se menționează că „... Învățătorul Ion Alexandrescu n'are nici un amestec în întâmplările de cari vorbește această adresă și că numai din cauza unei vechi animozități dintre dânsul și primarul respectiv, acesta din urmă a găsit cu cale să-i atribuie mișcarea locuitorilor. Învățătorul Alexandrescu lipsită din comună în ziua de 31 Decemvrie 1906, fiind dus cu familia la Botoșani, chiar dela începutul vacanței Crăciunului, și neîntorcându-se de acolo la Hudești decât la finele vacanței. Dânsul posedă o moșioară de vreo 60—70 fălci [ între 85ha și 100ha, n. r. ] și are tot interesul pentru menținerea ordinei între săteni și sunt convins că el n'a contribuit întru nimic la mișcarea sătenilor.”
Țăranii erau nemulțumiți și îi acuzau pe Ilie Ciolac, Ion Franc și pe arendașilor acestora, că nu au rezolvat cererilor lor de a li se distribui pământ agricol sub formă de arendă în bani. Mișcarea lor din acea zi nu s-a soldat cu violențe și ca urmare s-a căzut de acord pentru constituirea unei delegații a sătenilor care să prezinte cererile lor la Ministerul de Interne din București. Nemulțumirile sunt atestate documentar în adresa nr. 2099 din 13 ianuarie 1907 a Ministerului de Interne către Ministerul Instrucțiunii Publice „... locuitorii comunei Hudeștii-Mari, luând cunoștință de cuprinsul unor broșuri ce le-au fost răspândite de învățătorul Ion Alexandrescu, s-au hotărât a se întruni cu toții din satele comunei Hudești, în ziua de 31 decembrie 1906, cu intențiunea să se devasteze casa proprietarului Ion Franc pentru că a ocupat teritoriul acelei comune și exploatează pământul, iar primăvara următoare să meargă cu plugurile și să are pământurile proprietății d-lui Franc precum și acel ce-l are în arendă”. Ei doreau ca arendașii să fie alungați și moșiile să fie luate de stat și date în arendă țăranilor. Cum nu s-a rezolvat nimic, manifestațiile și-au urmat cursul și în ianuarie și februarie 1907. Sătenii au cerut din nou în 23 februarie 1907 să li se dea pământ, iar la 28 februarie s-au adunat cu intenția să distrugă velnița ( distileria ) lui Ion Franc. Au fost trimiși jandarmi de la Compania de Jandarmi Dorohoi, sub comanda sublocotenentului Cucu Grigore. Acesta a făcut un raport organului superior în care a spus:
„...Am onoarea a vă raporta că în ziua de 28 februarie a.c. ... fiind cu domnul prefect și cu d-l secretar general al Ministerului de Interne la comuna Hudeștii Mari, înăbușindu-se la vreo 600-700 țărani în ograda primăriei peste noi, abia; abia am putut răzbate, după o jumătate de oră, printre țărani de a conduce pe d-l secretar general, pe d-l prefect la o trăsură mai apropiată spre a putea pleca de la primărie, fiind opriți de mulțimea țăranilor. Din acea zi și pînă la 13 martie cînd am stat în permanență la primărie, căutînd a respinge mulțimea de țărani ce erau răsculați, mi-am stricat mantaua cu desăvîrșire, iar cismele și pintenii mi i-au sfarîmat cu desăvîrșire, rugîndu-vă să binevoiți a interveni la prefectură de a fi despăgubit de suma de 80 lei, stricăciunea ce mi s-a cauzat din forță majoră”
----- Gheorghe Amarandei pe biblioteca-digitala.ro: Mărturii privind ridicarea la luptă în 1907 a țăranilor din fostul județ Dorohoi, pag. 3 -- accesat 2 aprilie 2025
Vestea răscoalei din Hudeștii Mari și Ibănești s-a întins repede în tot județul Dorohoi. Între 3 - 7 martie răscoala s-a generalizat cuprinzînd localitățile Păltiniș, Bajura, Darabani, Horodiștea, Oroftiana de Sus, Rădăuți-Prut, Broscăuți, Hînțești, Brăiești ș.a.m.d. Pretutindeni, țăranii cereau pămînt pentru agricultură și ușurarea învoielilor agricole și izlazuri pentru vite. La 1 martie s-au adunat peste 400 de răsculați, au înconjurat curtea primăriei și au cerut ca arendașii și Ion Franc să fie izgoniți, iar lor să li se dea pământul în arendă la prețul pe care îl plăteau moșierii statului ca taxă. În aceeași zi a sosit în comună Petre Ștefănescu, secretarul general din Ministerul de Interne, și prefectul județului Dorohoi Vasile Miclescu. Aceștia au promis că vor face intervenții pe lângă Ion Franc pentru facilitarea arendării terenurilor agricole. În aceeași zi, sătenii din Oroftiana au  atacat casa arendașului și la Coțușca conacul moșierului a fost distrus.
Inspectorul județean Varlaam a menționat într-un raport că la începutul lunii martie 1907, autoritățile era îngrijorate că răscoala țăranilor din Horodiștea și Hudeștii-Mari să nu escaladeze la nivel regional. În 4 martie hudeștenii s-au adunat din nou la primărie în așteptarea răspunsului prefectului la promisiunile pe care acesta le-a făcut la 1 martie. Prefectul a venit înconjurat de armată, dar a plecat la Darabani fără să acorde locuitorilor vreo atenție. Adunarea oamenilor, vizibil iritată, s-a mobilizat și a pornit încolonată spre Darabani, trecând prin Vatra și Concești de unde a atras în mișcare pe alți locuitori. La intrarea în Darabani a fost oprită la barieră sub imperiul armelor de patrulele de soldați, motiv pentru care a fost dispersată.
În 5 martie, autoritățile au împușcat la Botoșani cinci răsculați. Evenimentul a declanșat în județul Dorohoi un nou val de proteste. Previziunea prefectului Vasile Miclescu care spunea că centrul de răsculați de la Darabani se va muta spre Dorohoi a fost întemeiată. Același inspector Varlaam a semnalat că „... în conformitate cu știrile primite de la primarul din Hudeștii-Mari, la Hudești urmează să se concentreze țăranii din Darabani, Păltiniș, Horodiștea, Hudeștii-Mari, Ibănești și Suharău și de acolo să pornească spre Dorohoi”. Ca urmare a semnalărilor prefectului din Dorohoi făcute către Ministerul de Interne, în vederea întăririi militare, au fost trimiși în 8 martie la Darabani și Hudești 400 militari ce făceau parte din Regimentul 24 Infanterie.
Evenimentele din aceste zile au fost mediatizate și în presa timpului după cum urmează:
- Ziarul Universul din 5 martie 1907 a amintit că „... sătenii din Hudești au înmânat lui P. Sfetescu o petiție adresată de toți locuitorii prin care cer pământ. Acesta le-a promis că va înainta cererea locului în drept.”[92]
- Ziarul Dimineața (de orientare socialistă)[93] din 7 martie 1907 a menționat că „... la Hudeștii-Mari sătenii sunt răsculați în număr mai mare și totodată mai iritați. Supărarea lor e mare pentru că arendașul moșiei a arendat niște pământ pe care voiau să-l arendeze ei. De vreo trei zile, sătenii răzvrătiți din Hudeștii-Mari sunt într-o continuă agitație. După îndemnul a câțiva dintre ei se agită și sătenii de prin împrejurimile acelei comune. Pentru întărirea jandarmeriei rurale au sosit din București 35 jandarmi sub conducerea cpt. C. Răceanu care au fost îndreptați spre Hudești și Darabani.”[88]
- Ziarul Universul din 8 martie 1907 a scris că „... zilnic se adună mii de țărani din satele Lupeni, Vatra și Concești și discută care va fi situația după cele 10 zile, timp în care secretarul general Sfetescu le-a promis că va rezolva cererea lor adresata primului ministru. Duminecă 4 martie, 800 de țărani din Hudești, Concești și alte sate au plecat spre Darabani, au pătruns în târg, dar nu s-au dedat la excese. Prefectul județului Dorohoi a cerut armată încă înainte de a începe mișcarea.”[92]

Prefectul județului Dorohoi a trimis o telegramă către Ministerul de Interne în 15 martie 1907 prin care atenționa că „... aci agitația continuă în mai multe comune, dar are caracter mai grav în Hudeștii-Mari și Darabani”.  În 16 martie s-au adunat în fața primăriei din Hudești un mare număr de țărani pentru că venise deja răspunsul negativ al Ministerului de Interne cu privire la cererile lor și se vedeau în imposibilitatea organizării lucrărilor agricole de primăvară, contractele de arendare a terenurilor nefiind încheiate. Țăranii au trecut la amenințări cu incendierea conacelor moșierești și împărțirea pământurilor cu forța. Amenințările au avut o reacție din partea autorităților. Acestea au trimis în 16 martie în Hudești un pluton de 20 jandarmi rurali de la Compania de Jandarmi Dorohoi, sub comanda sublocotenentului Cucu Grigore.
În 18 martie a mai venit un escadron de cavalerie din Regimentul 4 Roșiori „Regina Maria”. Între timp au început arestările. Moșierul Ion Franc  a ținut să trimită și el o baterie de tunuri de la București, care a fost poziționată pe Dealul Bașeului și pe Dealul Biserici din Lupeni. Strategia lui Franc era să distrugă satul Alba, unde locuia capul răscoalei - Ion Gălbău, în cazul în care răsculații ar fi trecut la acțiuni de violență asupra proprietăților lui.

Ilustrarea Răscoalei din 1907 făcută de pictorul Ștefan Luchian
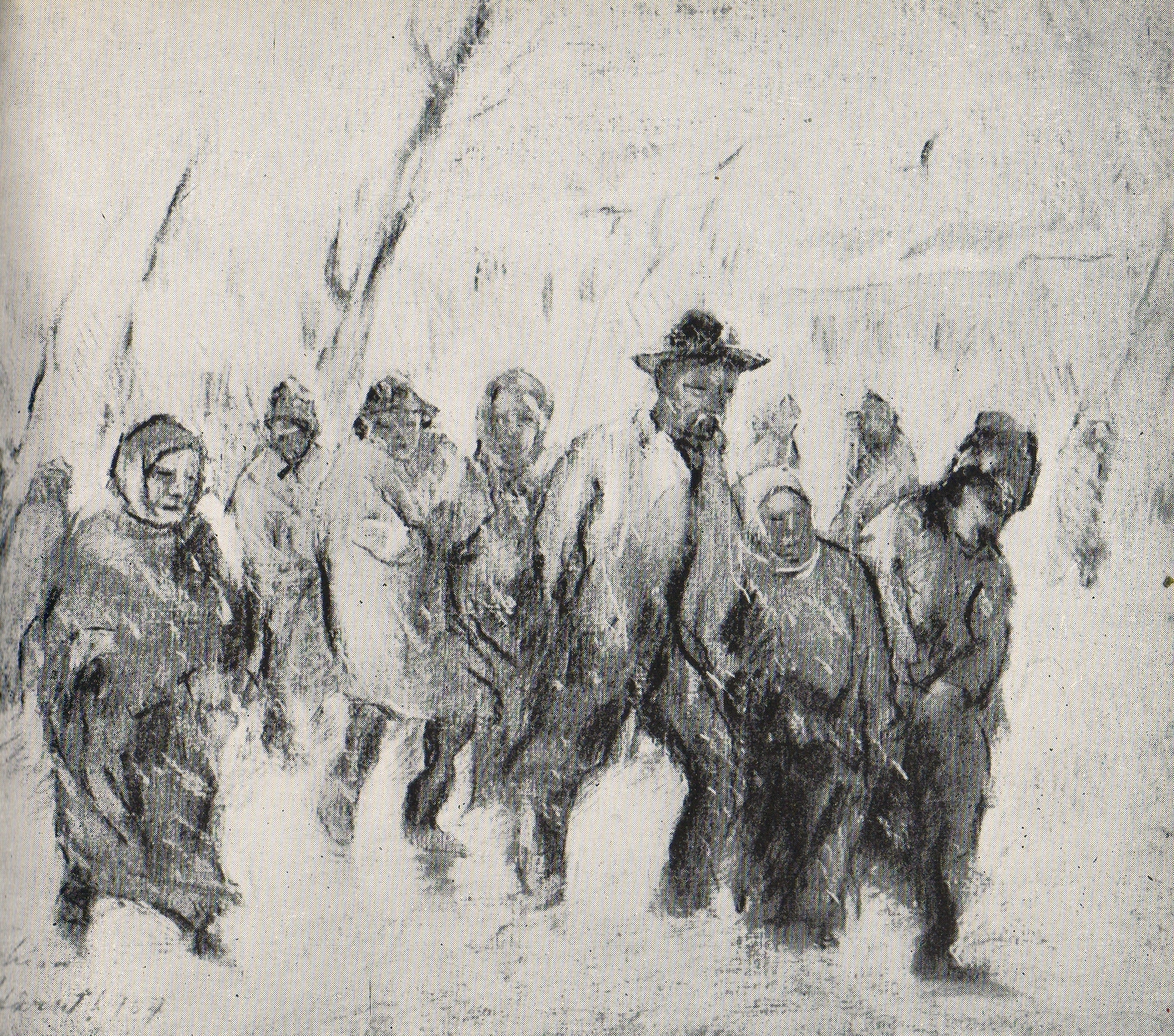
Sfârșit 1907
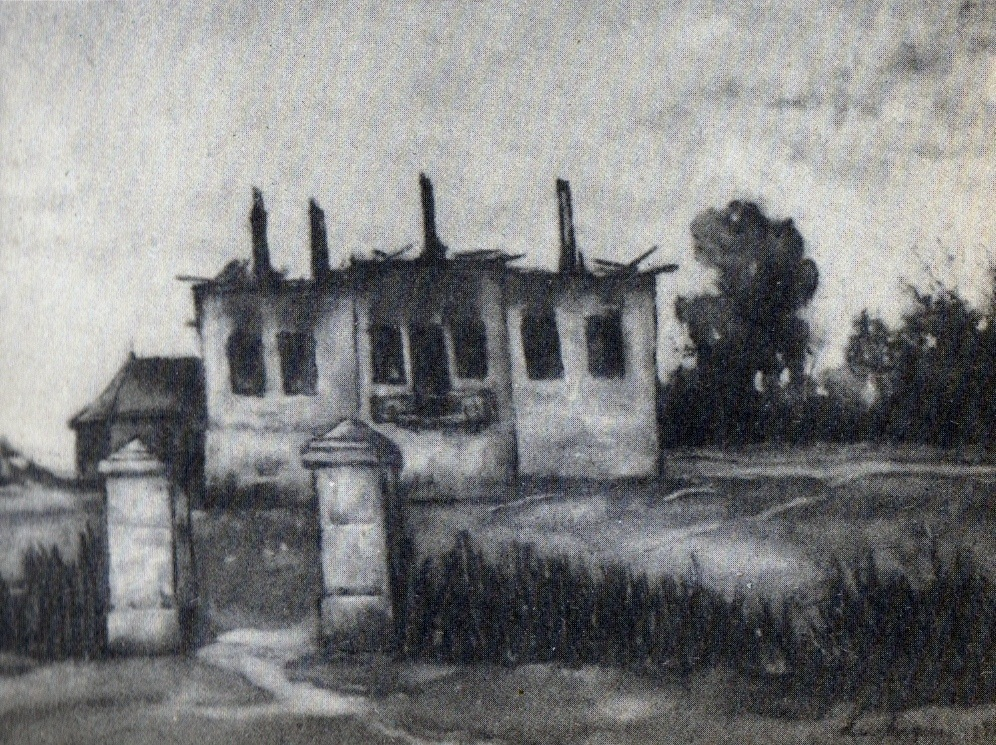
Conac incendiat
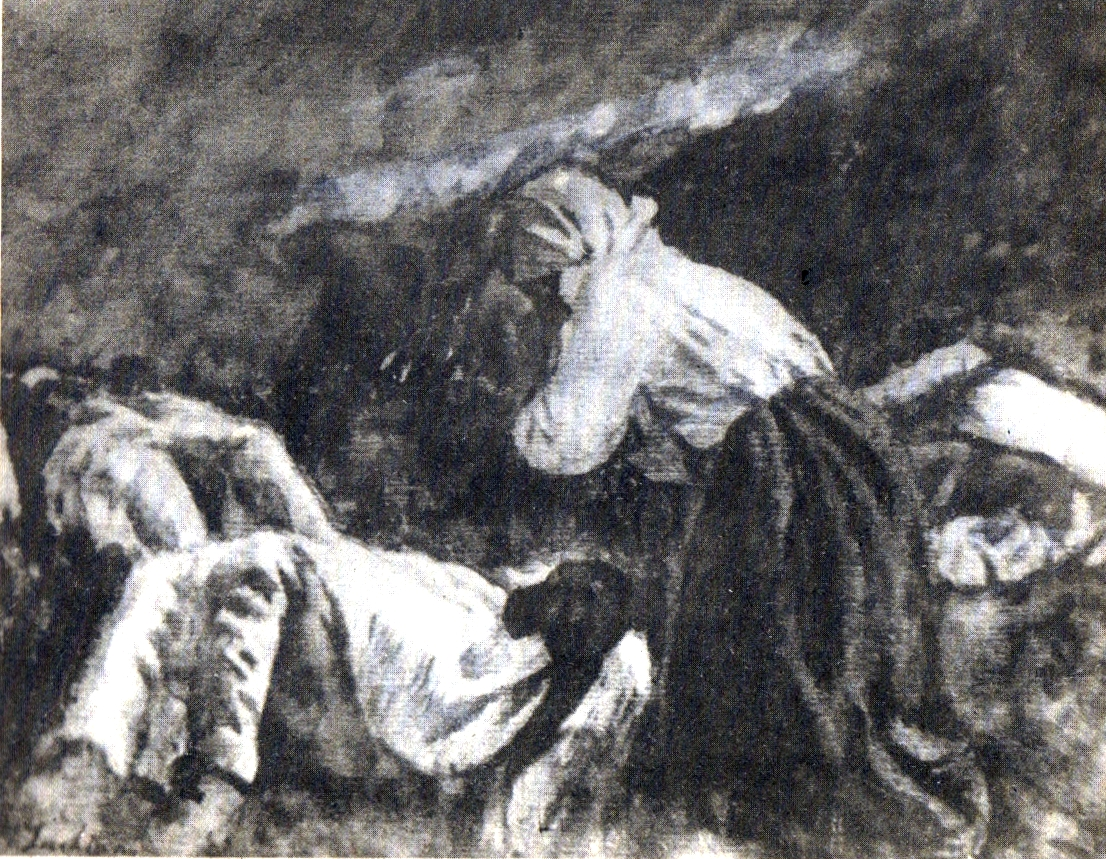
1907
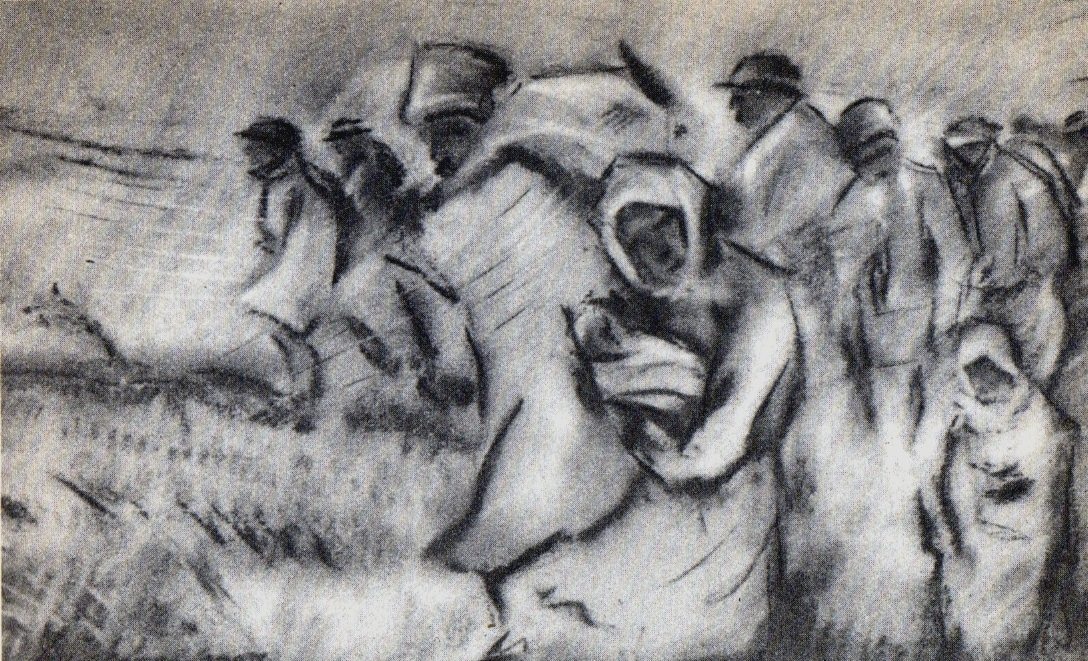
Episod... 1907
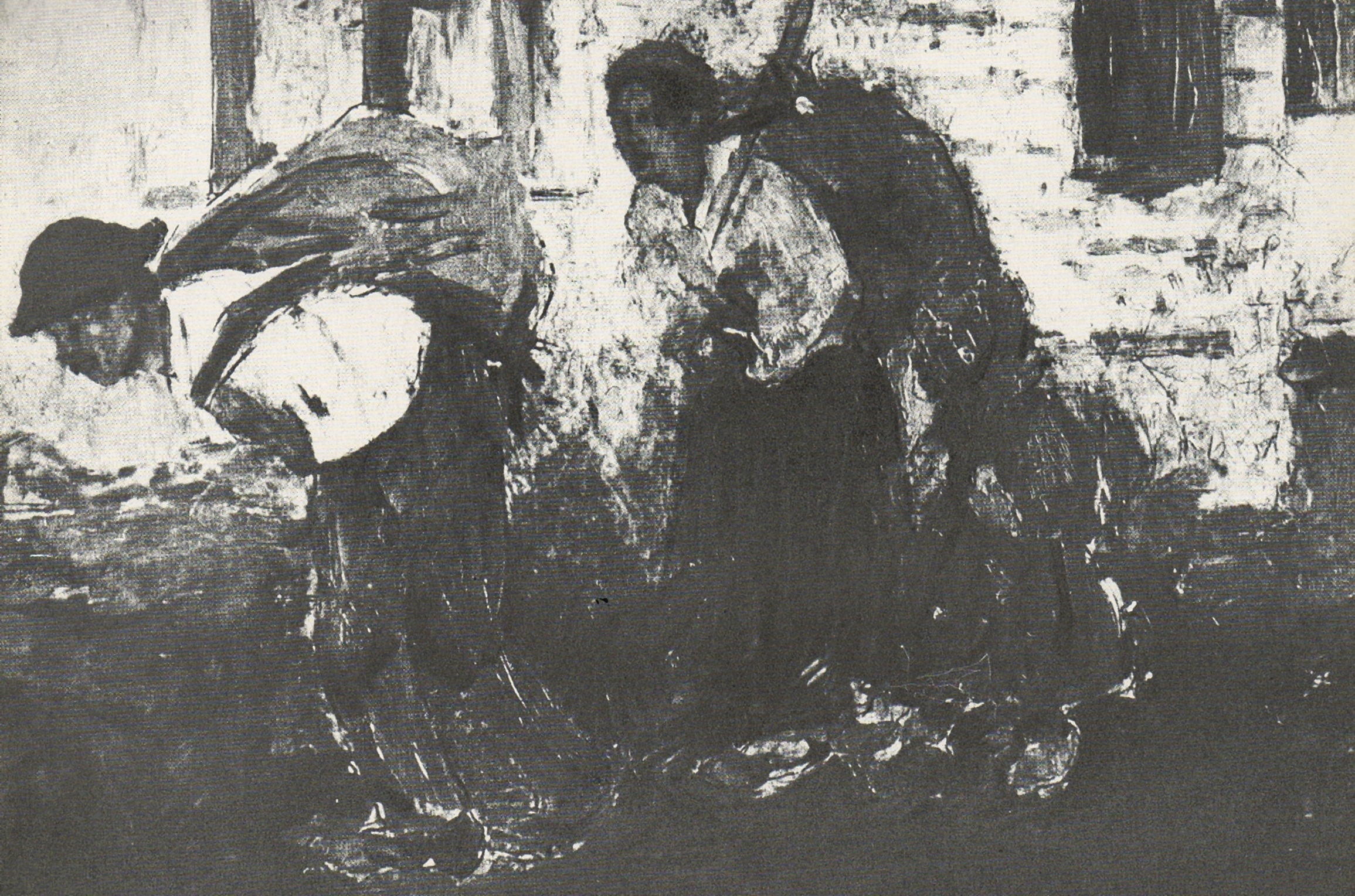
După muncă, spre casă

### Urmările răscoalei la Hudești
Mișcarea țărănească din 1907 din Hudeștii-Mari nu s-a lăsat cu victime omenești, dar mulți localnici au fost arestați și au fost duși la Tribunalul din Dorohoi pentru depistarea instigatorilor. Prefectul Vasile Miclescu a fost schimbat cu Gheorghe Văsescu ca urmare a venirii la putere a partidului liberal. Ancheta care a avut loc, s-a făcut cu intervievarea a 472 de persoane din Hudești. Toate au fost eliberate și trimise la casele lor. Cu toate că învățătorul Ion Alexandrescu nu a fost arestat, i s-a deschis proces public de către procurorul județului pentru acuzația de instigare la răscoală. În 20 martie 1907, Alexandrescu a fost suspendat de către Ministerul Instrucțiunii Publice și Cultelor din funcția de învățător, ca urmare a unei adrese primite de la Ministerul de Interne. Procesul s-a încheiat în 12 iunie 1907 cu achitare. Alexandrescu a fost susținut pe tot timpul procesului de inspectorul școlar Anton Popescu „... care era considerat de autoritățile județene ca instigator al răscoalei”. Tribunalul Dorohoi a concluzionat că „... după intense și îndelungate cercetări, învățătorul Ion Alexandrescu din Hudeștii-Mari, comună care a dat semnalul răscoalei în județul Dorohoi, este scos de sub urmărire”. Pentru acțiunile de propagandă pe care le-a făcut, Ion Alexandrescu a fost persecutat de organele de stat și de susținătorii lui Ion Franc cu tentative de evacuare din locuința sa de la Școala Costăchească ( 1913 ), dar și cu amenințări cu bătaia.
Căpitanul Constantin Răceanu a menționat că ”... începutul răscoalelor din județul Dorohoi și localitatea de unde s-a auzit mișcarea în întregul județ a fost comuna Hudeștii-Mari” și „... Alexandrescu este autorul moral al răscoaleidin Hudeștii-Mari, deoarece a adus în comună broșurile lui Kogălniceanu pe care le-a împărțit la țărani, aceștia citindu-le la întrunirile de la cârciuma băncii populare”. Ca urmare a intervenției trupelor armate care au venit în comună s-au făcut noi promisiuni ale moșierilor de a încheia contracte de tocmeli agricole la vechile prețuri.
Revizorul școlar Gheorghe Șerban și protoiereul econom Cozma Petrovici, delegați de comunicare cu țăranii din 23 de sate răsculate din județ, au prezentat o dare de seamă în 15 aprilie 1907 în care au arătat că ”... la Hudeștii-Mari, acum e liniște și au intrat la învoială cu proprietarul. Dintre săteni unii ne-au declarat că învățătorul Ion Alexandrescu din acea comună i-a pus la cale să ceară pământ distribuindu-le broșurile Către săteni de Vasile Kogălniceanu, dându-le explicații complementare. Acestea fiind rezultatele obținute de noi, vi le supunem cunoștinței dumneavoastră”. Pentru legăturile lui cu sătenii din județul Dorohoi, Vasile Kogălniceanu a fost chemat pentru a fi audiat și judecat la Dorohoi, prin adresa judecătorului de instrucție nr. 835 din 14 martie 1907. Guvernul a luat măsuri pentru prevenirea unor altor evenimente similare însă, Legea Învoielilor agricole, Legea Casei Rurale, Legea Împotriva Trusturilor Arendășești etc., s-au dovedit a fi necuprinzătoare situației de fapt a maselor țărănești.
„... La Hudești n-au fost morți, nici răniți, dar nici problemele nu s-au rezolvat. Pe ici, pe colo, boierii și arendașii au mai îndulcit tonul discuțiilor cu țăranii, au devenit mai îngăduitori și și-au făcut legi care să le apere tot interesele lor. Reformele agrare din 1921 și din 1946 n-au rezolvat pe deplin problemele țăranilor. Nici colectivizarea forțată și nici retrocedările făcute după așa zisa revoluție n-au reușit să-i mulțumească pe țărani. Au apărut străinii care au început să cumpere pământurile noastre. Tineretul a plecat și încă mai pleacă în Italia sau în Spania. Satele noastre rămân goale și câmpurile pline de pârloage.”
---- Gheorghe Apătăchioae... pag. 183

## 1913 — Al Doilea Război Balcanic

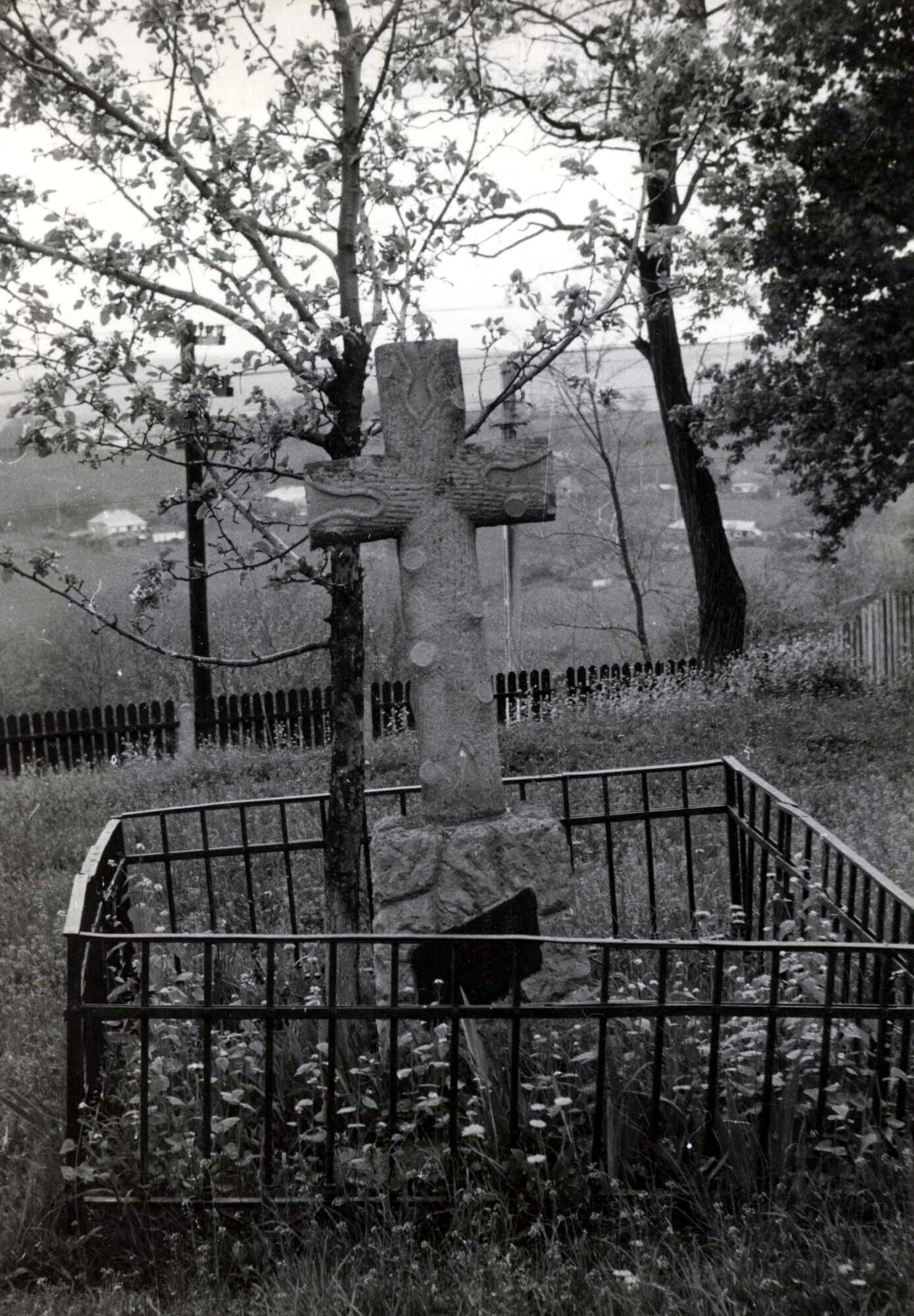
Hudești - Cruce memorială dedicată ostașilor români din 1877 și 1913

Participarea României la cel de-Al Doilea Război Balcanic a constat într-o intervenție militară în perioada 10-31 iulie 1913 și semnarea unui tratat de pace la 10 august la București. Cu acordul Franței și Rusiei, armata română a început să-și mobilizeze trupele la 3 iulie, la începutul celui de-al doilea război balcanic. În timpul războiului, a ocupat sudul Dobrogei și a forțat Bulgaria să facă pace, amenințând imediat capitala Sofia.  România, care a păstrat neutralitatea militară în Primul Război Balcanic, a intrat în război ca factor de stabilitate în regiune, împotriva Bulgariei. Armata română a jucat un rol decisiv în înfrângerea Bulgariei.
În zona din sudul României, războiul dura de mai mulți ani și ca atare, bulgarii s-au predat fără să tragă un foc. Trupele românești erau slab echipate și organizarea logistică era deficitară. Din cauza mizeriei și fără a trage un singur foc cu pușca, o mulțime de soldați români au murit de tifos exantematic. Nu existau medicamente sau săpun pentru igienă personală și păduchii au năpădit trupele. Alți soldați au murit de dizenterie pentru că au băut apă din Dunăre, alții de epidemia de holeră. Trenurile de aprovizionare erau prost organizate și înregistrau mari întârzieri, totul se petrecea în mod haotic.
Din aceste motive, o mulțime de militari au decedat din cauze administrative și logistice, de minim zece ori mai mulți decât pierderile efective de soldați care s-au ridicat în acest război la mai puțin de 100 persoane. Printre toti decedații s-au numărat și hudeștenii Buliga Gheorghe, Bajureanu Nicolae, Roșu Dumitru, Goleanu Ion. Aceștia au fost ridicați de statul român la rangul de eroi ai națiunii și li s-a făcut un monument sub formă de cruce, din piatră și beton ce imită aspectul lemnului pe care se regăsesc numele morților, care se află și astăzi în curtea bisericii din Lupeni. Monumentul face parte dintr-o acțiune de propagandă comemorativă a statului realizată la nivel național. Monumente dedicate acestui război există în toate localitățile din Regatul României care au pierdut astfel de eroi în Al Doilea Război Balcanic. Mai mult, astfel de cruci pot fi văzute și la Darabani, Coțușca, Suharău, Havârna, etc. Acolo unde au existat morți în Războiul de Independență, aceștia au fost trecuți pe cruci alături de eroii din Al Doilea Război Balcanic. Pe timpul regimului comunist s-a făcut un recensământ al monumentelor de for public din România și ca urmare, acestor cruci li s-au întocmit fise de evidență.

## 1916 — 1918 — Primul Război Mondial
Primul Război Mondial (28 iulie 1914 – 11 noiembrie 1918) a fost unul dintre cele mai mortale conflicte globale din istorie. El a opus două coaliții, prima fiind Antanta, având ca nucleu Franța, Regatul Unit, Rusia, Italia, Japonia și imperiile lor coloniale respective, cu Statele Unite aderând ca putere asociată în 1917. Aceasta s-a confruntat cu Puterile Centrale, o alianță centrată pe Germania, Austro-Ungaria și Imperiul Otoman. Luptele au avut loc în toată Europa, Orientul Mijlociu, Africa, Pacific și în părți din Asia.
În noaptea de 14/15 august 1916 a început mobilizarea bărbaților din comuna Hudești, apți pentru satisfacerea serviciului militar în cadrul Regimentului 29 Dorobanți din Dorohoi și Regimentului 69 Dorohoi. Mobilizarea a luat sfârșit în data de 21 august 1916 și Regimentul 29 s-a deplasat cu trenul la Ghimeș-Făget, de unde a trecut munții în Transilvania. Acolo a început acțiunile ofensive de luptă pentru eliberarea regiunii Toplița - Praid - Sovata în cadrul Diviziei a VIII-a Infanterie. Regimentul a luptat apoi în toamna aceluiași an în zona Hârja, Clăbuca, Înțărcătoarea și Vârful Cernica. În primăvara și vara lui 1917 a luptat la Valea Cașinului și Mănăstirea Cașin, acolo unde a oprit ofensiva armatei germane și a pornit o contraofensivă care a dus în final la înfrângerea trupelor germane.
Militarii hudeșteni au făcut parte din Regimentul 29 Infanterie, Regimentul 59 Infanterie și Regimentul 69 Infanterie. Ei au luptat la Mărășești, Mărăști și Oituz. Au murit pe câmpul de luptă 208 militari din comuna Hudești, dintre care sublocotenentul Ionel Frank, sergenții Alexoaie Gheorghe și Antochi Constantin, soldații Buliga Chirică, Brumă Vasile, Cantea Toader, Dănilă Ioan, Neghiuc Gheorghe, Sofronescu Gheorghe și Zelei Nicolae. Numeroși militari au fost răniți și mulți alții au rămas invalizi. Majoritatea gradaților și soldaților din Hudești au fost decorați pentru eroismul lor cu ordine și medalii.

## 1918 — 1940 — Urmările Reformei agrare din 1921
În data de 15 decembrie 1918 (s.v.) a fost dat Decretul 3.697 privind expropierea proprietății rurale din Regatul României, iar pe 16 decembrie (s.v.), Decretul care a fixat condițiile exproprierii. Reforma agrară a fost legiferată pe timpul celui de al doilea mandat al generalului Alexandru Averescu, în 17 iulie 1921 și 30 iulie 1921.
În Hudeștii-Mari diferențierea în cadrul clasei țărănești s-a făcut pe trei paliere, după cum urmează:
1. țăranii fără pământ sau cu prea puțin - erau cei care își câștigau existența muncind pământul altora care-și permiteau să-i plătească.[59]
2. țăranii mijlocași care aveau mijloace de transport, utilaje pentru agricultură, dar și animale de muncă. Aceștia luau pământ în arendă de la cei mai săraci și câștigau bani din cărăușie sau din vânzarea produselor agricole. Cărăușia era o ocupație importantă și se desfășura pe direcțiile Dorohoi, Mamornița, Herța, Săveni dar și înspre Cernăuți.[59][112]
3. țăranii înstăriți care realizau venituri și din activități conexe celor agricole ca morărit, oloinițe ( local - oloiernițe - prese primitive de ulei ), diferite ateliere meșteșugărești.[112]

Munca țăranilor se desfășura cu preponderență în agricultură, de la 135 - 155 zile pe an, la 235 - 260 zile. În perioada 1921 - 1945, majoritatea pământului era în proprietatea țăranilor. Cei săraci aveau până la 1ha și munceau la țăranii mijlocași și la cei avuți. Mijlocașii dețineau între 3 și 5ha, lucrau singuri pământul și apelau la cei săraci doar la anumite campanii agricole. Țăranii înstăriți foloseau cel mai adesea forța de muncă săracă și o plătea în natură sau în bani.
Structura proprietăților era fărâmițată în parcele mici, dar și mai mari, cele mai mici fiind de circa 0,25ha. Proprietățile erau divizate în locuri diferite sau chiar în proximitatea altor comune. Acest fapt era cauzat de dispersia căsătoriilor și a contractelor de cumpărare. În acest fel, un țăran mijlocaș cu 3ha de teren, avea trei sau patru proprietăți. Parcelele erau delimitate prin haturi, care duceau la o diminuare semnificativă a terenului folosit pentru agricultură. Haturile au fost un motiv perpetuu de procese nesfârșite care de multe ori generau conflicte violente între țărani.
Cu timpul, din cauza creșterii demografice, suprafețele de teren se împărțeau, ceea ce a dus la o fărâmițare și mai accentuată a proprietăților agricole, care deveneau astfel insuficiente pentru traiul noilor familii întemeiate. Din cauza că nu exista fenomenul migrației către centrele urbane, după absolvirea claselor primare, tinerii deveneau și ei agricultori.

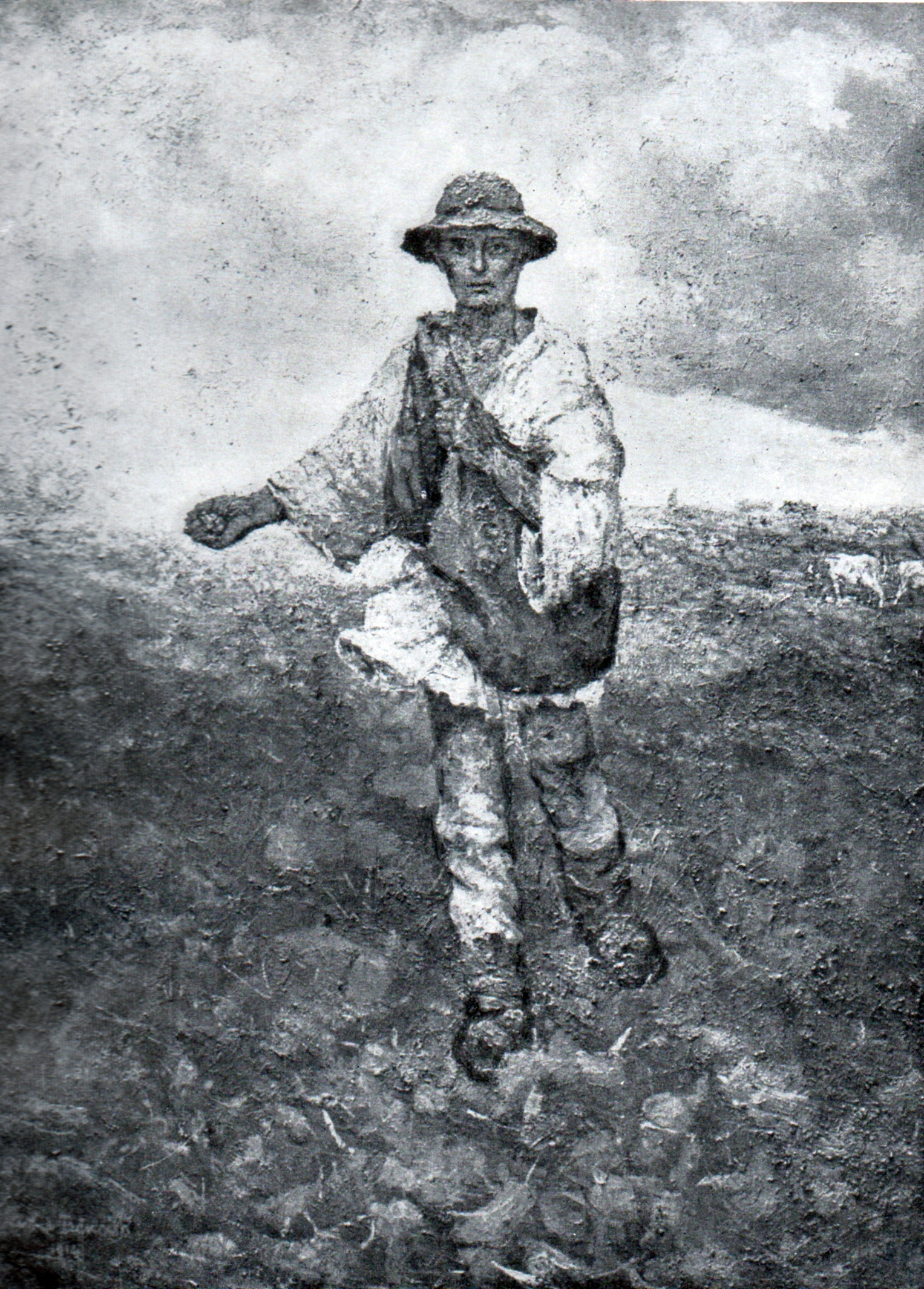
Semănătorul - de Octav Băncilă (1914)

Dacă pe timpul moșierilor existau utilaje agricole performante, o dată cu parcelarea excesivă a terenurilor și a lipsei capitalului, modul de a face agricultură s-a deteriorat, totul trecând către subzistență prin mijloace de lucru precare și primitive. Astfel, nu exista mecanizare, pământul era arat cu plugul tras de cai sau boi, dar mai ales cu două vaci, care trebuiau să dea și lapte. Țăranii săraci se asociau și fiecare punea la muncă câte un animal, adesea singura vacă pe care o avea. Semănatul se făcea cu mâna, arăturile în față, îngrășarea terenurilor era inexistentă. Din cauza unei slabe propagande agricole, gunoiul de grajd era aruncat la gârlă sau în cel mai bun caz în grădină. Nu se făceau arăturile adânci de toamnă. Aratul se practica doar înaintea semănatului de primăvară a porumbului. Cel mai adesea se arunca sămânța de porumb pe terenul nearat și apoi se trecea la arat.
Ponderea cea mai mare în culturile cerealiere o avea porumbul urmat îndeaproape de grâu. Asta pentru că porumbul era baza alimentară a țăranului hudeștean, a păsărilor și animalelor de pe lângă casă. Mămăliga era de bază și pâinea se consuma doar de Paști, de hramul bisericii din sat și la sărbătorile de iarnă.
Cele mai folosite soiuri de porumb erau cincantinul ( popușoi cu știuletele mic, cu grăunțele mici portocalii și care se coace în cincizeci de zile și e greu la cântar ) și hanganul ( un soi de porumb de munte cu știuletele mare și cu bobul galben-roșcat ). La recoltarea acestor soiuri, cantitatea de porumb obținută era foarte mică însă, erau souri spornice la făcut mămăliga.
Pe suprafețe mai mici se cultiva orzul și ovăzul pentru hrana cabalinelor. Se mai cultiva floarea soarelui ( răsărita ) pentru untdelemn. Semințele de floarea soarelui erau duse la oloiernița din centrul Lupenilor. Acolo se făcea ulei presat la cald după ce semințele erau decojite și trecute prin cuptoare.
Cânepa se cultiva aproape în fiecare gospodărie. La recoltare se smulgea din pământ, se usca și se topea la baltă, cu predilecție în apele râului Bașeu. Firele obținute se torceau și apoi se țesea pânza pentru ștergare, costume populare, pânze pentru pat sau haine. Cânepa grosieră era folosită pentru țesutul pânzelor de saci și sămânța pentru prepararea laptelui de buhai ( amestec de păsat de porumb cu cânepă măcinată și cu lapte de vacă ).

## 1941 — 1945 — Al Doilea Război Mondial
Al Doilea Război Mondial a fost un război global care a durat din 1939 până în 1945, deși unele conflicte asociate lui au început și mai devreme. El a implicat marea majoritate a țărilor lumii—inclusiv toate marile puteri—care au format două alianțe militare opuse: Aliații și Axa. A fost cel mai întins război din istorie, și a implicat direct mai mult de 100 de milioane de oameni din peste 30 de țări.
Intrarea României în război a însemnat o perioadă dintre cele mai grele pentru populația din Hudeștii-Mari. Atât bărbații mai în vârstă, dar și cei tineri au fost mobilizați și au fost trimiși pe front. Cei care au rămas acasă au fost obligați să muncească la lucrări stabilite de organele statului. Înainte de începerea războiului, în perioada concentrărilor, cele mai importante corvezi erau cele de transport al lemnului pentru amenajările genistice, transportul alimentelor și furajelor și săpatul tranșeelor la pozițiile de apărare. Tineretul a fost instruit militar în cadrul organizației de premilitari.
Cerealele, atelajele și vitele au fost rechiziționate forțat, fapt care a dus imediat la o sărăcire a populației. Concomitent a început creșterea prețurilor și amenințarea cu inflația. Numărul animalelor existente în anul 1941 a scăzut până în 1944 la jumătate. În primăvara lui 1944 frontul s-a apropiat de Hudeștii-Mari, fapt care a a determinat ca o parte a populației să se refugieze în alte zone ale României, în special în Oltenia și în partea de vest a Munteniei. Astfel, populația hudeșteană a trebuit să lupte cu greutățile războiului, bolile, foametea, sărăcia și mai ales cu cămătarii, negustorii și speculanții.
Participarea bărbaților la concentrările de trupe din perioada 1938 - 1944 precum și rechizițiile de atelaje și cai au avut un impact negativ asupra vieții oamenilor din satele din zona Hudeștilor. Principalele lucrări agricole au fost trecute pe plan secundar înregistrând mari întârzieri. Au apărut dificultăți majore în aprovizionarea sătenilor cu produse de bază ca petrolul lampant, drojdie, chibrituri, alimente, sare etc. După 22 iunie 1941, momentul începerii războiului, sute de bărbați și-au pierdut viața în confruntările armate, alții au fost capturați și au devenit prizonieri muncind ani întregi în lagărele din Rusia, iar alții au fost dați dispăruți. Unii s-au întors acasă răniți și mulți au fost mutilați de război pe viață.

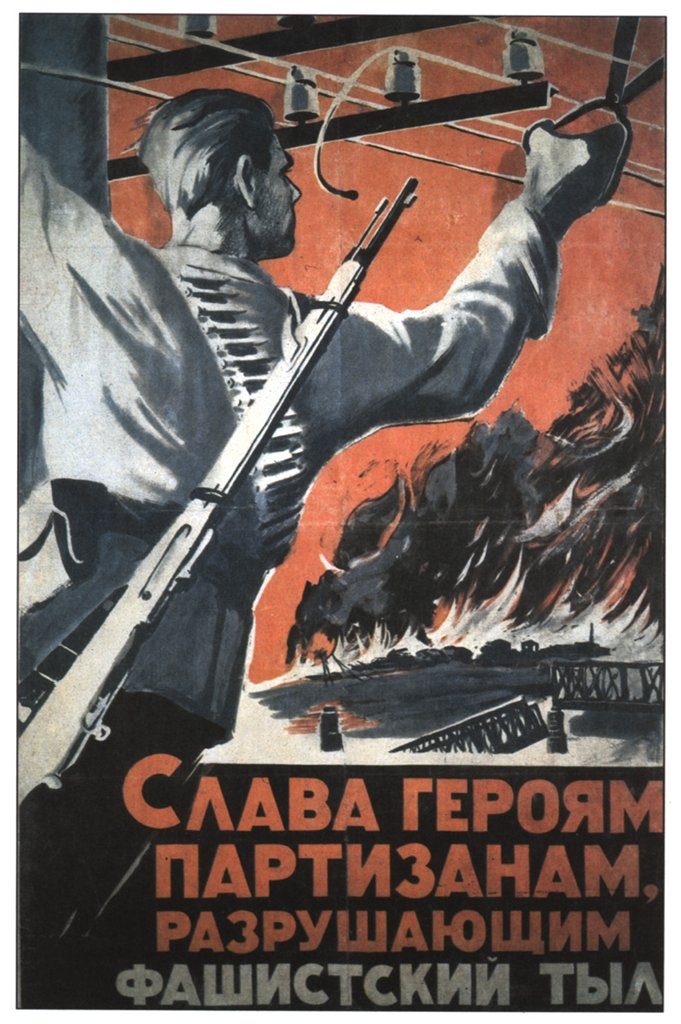
Trăiască partizanii eroici, care au distrus spatele frontului fasciștilor (Afiș sovietic de propagandă)

Armata română a luptat la început alături de armata germană pentru eliberarea Bucovinei de Nord și Basarabiei. După Lovitura de stat de la 23 august 1944, armata s-a alăturat celei rusești. După ocuparea Odesei (1941), Regimentul 29 Infanterie Dorohoi care avea în componența lui pe cei mai mulți militari hudeșteni, s-a întors la cazărmi pentru refacerea efectivelor. Revenirea regimentului la Dorohoi a avut parte de primirea triumfală a cetățenilor și autorităților locale. Staționarea regimentului la Dorohoi a fost de scurtă durată, deoarece a primit misiunea de deplasare în Transnistria să lupte contra partizanilor sovietici. Partizanii erau membri ai mișcării de rezistență care au declanșat războiul de gherilă împotriva forțelor Axei care ocupaseră o parte a teritoriului Uniunii Sovietice în timpul celui de-al doilea război mondial. Misiunea s-a desfășurat prin lupte de stradă prin localități, unde nu se știa de unde se trage, din șuri, case, poduri, magazii sau chiar din copaci. Mai mult, din rândul partizanilor o parte era formată dintr-o mulțime de bătrâni care luptau efectiv cu arma în mână.
Invazia rușilor a dus la jefuirea gospodăriilor, scăderea șeptelului și calității vieții. Rușii luau animalele din curțile oamenilor rămași la vatră, fie pentru transportul tunurilor sau pentru înhămarea lor la căruțele cu muniție, dar de cele mai multe ori pentru hrana armatei. În vara anului 1944, rușii au luat întreaga cireadă de vaci de la Lupeni direct de pe islazul comunal. Cine se împotrivea era amenințat cu moartea prin împușcare. Sacrificiile materiale au fost la tot pasul mai ales în aprilie - august 1944 când satul a fost ocupat de ruși. Pe lângă jafurile făcute de armata roșie, rușii au scos bătrânii și femeile din casă și i-au pus să sape tranșee în pădurile din Concești și Șindrilița. Au amenințat copiii și femeile cu puștile pentru a obține mâncare și ca în orice război au siluit femei din satele comunei. Multe din aceste abuzuri au fost susținute de funcționarii din administrația locală. Expresia „я стреляю в тебя !!!” ( ya strelyayu v tebya !!! = te împușc !!! ) spusă de soldații ruși cu arma în mână a devenit un coșmar în acel an. Ca urmare, o parte a administrației comunale împreună cu învățătorii și tinerii premilitari au fugit în sudul țării și școlile au fost închise.
În Al Doilea Război Mondial, comuna Hudești a pierdut peste 160 de tineri militari în stepele Rusiei, în Transilvania, pusta ungară, Munții Tatra sau Austria. Veteranii de război au povestit că nu a existat familie din satele hudeștene care să nu fi avut un fiu pe frontul Est sau de Vest. Una din două familii au pierdut un bărbat pe front sau în lagărele de prizonieri în minele din Donbas sau Karaganda, la Magnitogorsk sau Celiabinsk, în pădurile Leningradului sau ale Siberiei. Veteranii care au scăpat din lagărele de prizonieri au declarat că erau invidioși pe cei care au murit în luptele din Basarabia ori Bucovina de Nord, la Marea Azov sau Odesa, în Caucaz sau Cotul Donului, pe frontul Iași - Chișinău, la Oarba de Mureș, la Carei sau Păuliș. Printre prizonierii care au scăpat de lagărele din bazinul Donbas - mina Krasnaluci, a fost și tatăl monografului Gheorghe Apătăchioae.
| Avasiloae Neculai a luptat atât pe frontul de Est cât și cel de Vest și a fost decorat de către armata germană cu ordinul Crucea de Fier clasa a II-a cu brevet pentru eroismul său în luptele din Crimeea. Era în acea vreme sergent mitralior. Într-o noapte cețoasă stătea la cărămidărie. A auzit un zăngănit metalic unde era țărmul mării. A reacționat și a tras o rachetă și a văzut trupele rusești care debarcau ca să ia prin surprindere pe români și germani. Ca urmare a început să tragă cu mitraliera și a alertat tot frontul și întreaga bătălie a durat până a doua zi la amiază. Rușii au avut importante pierderi omenești și au fost respinși spre mare. Pentru vigilența sa, un general german l-a decorat pe românul din Vatra Hudeștilor cu una dintre cele mai importante decorații - Crucea de Fier. |

Hudeștenii care au murit în Al Doilea Război Mondial au fost:
- plutonieri -- Horeanu Constantin și Bostan Chi. Constantin;
- sergenți majori -- Chirilă Neculai;
- sergenți T. R. -- Macovei Fatache, Bostan Gheorghe, Popovici Adrian, Socolovici Roman și Neagu Sebastian;
- sergenți -- Colescu Gheorghe, Ceacovschi Gheorghe, Goșu Ion, Harabulă Gheorghe, Grețcu Calistru, Muraru Ilie și Hăpăianu Constantin;
- caporali -- Andreescu Gheorghe, Chirilă T. Gheorghe, Boz Lazăr, Chițac M. Vasile, Chițac M. Gheorghe, Pintilei Mihai, Pintilei Ion și Strugaru Fatache;
- soldați fruntași -- Dogaru Alexandru, Brumă Gh. Constantin;
- 133 de soldați.[114]

## 1945 — Chestiunea țărănească și Reforma agrară din 1945
Reforma agrară din 1945 a fost un proces inițiat de guvernul comunist de după 1945, cu scopul de a reforma radical agricultura și de a împroprietări țăranii săraci din România. Prin Legea nr.187 din 23 martie 1945 pentru înfăptuirea reformei agrare, exproprierea se făcea fără despăgubirea celor expropriați, însă terenul obținut astfel de stat, adică gratis, era practic vândut nevoiașilor.
După ocuparea României de armatele rusești, economia comunei a suferit unele transformări, chiar dacă ocupația de bază a rămas tot agricultura. În luna martie 1945 s-au format comisiile cerute în cadrul Reformei agrare din 1945 emisă de Guvernul Petru Groza. Atunci s-au împărțit ultimele parcele care rămăseseră încă în proprietatea marilor moșieri locali. Comisiile erau formate din:
- pentru satul Alba - Apăvăloaie I. Chirică și Lungu Gheorghe;
- pentru satul Bașeu - Barzaban Vasile, Mihalcu V. Alexandru și Mirăuță Vasile;
- pentru satul Baranca - Ivașcu Chirică;
- pentru satul Lupeni - Marțân C. și Sofronescu Ion;
- pentru satul Mlenăuți - Olănescu Chirică, Lefter I. Ion și Maftei Dumitru;
- pentru satul Vatra - Mierlă Ion, Guragata N. Ion, Cronț C. Vasile, Bostan Ghe. Costache, Chițac C. Gheorghe.[113]

La terminarea distribuirii pământurilor, proprietatea moșierească a rămas la 50ha de teren agricol. La acel moment, 80% din populația României locuia în mediul rural. Comuniștii educați la Moscova s-au preocupat îndeaproape de așa zisa chestiune țărănească. Aceștia nu se împăcau cu gândul ca în cadrul unui stat de tip proletar, majoritatea oamenilor să trăiască la sate. Ca urmare, activiștii de partid au fost trimiși să promită țărănimii că vor face o nouă împărțire a pământurilor... rapidă și mai ales dreaptă. Ei au făcut o propagandă strict direcționată prin intermediul ziarului Scânteia și au coordonat distribuirea pământurilor care aparțineau în acea vreme fasciștilor. Din cauză că începând din 1949 urma să se înceapă procesul național de colectivizare, măsura era gândită cu scopul atragerii țărănimii de partea comuniștilor.
Tot în acei ani s-au introdus anumite planuri de cultură agricolă și mai ales cotele obligatorii de cereale. Aceste cote au apăsat greu în economia gospodăriilor hudeștene. După încheierea procesului de împroprietărire, țăranii au crezut că au scăpat de exploatare, însă au constatat imediat că exploatarea a devenit și mai profundă. Astfel, ei trebuiau să plătească taxe pentru „... prietenii noștri de la răsărit”, că doar românii i-au ajutat să fie victorioși în război. Din acel moment, țărănimea era baza socială și ea a trebuit să plătească datoriile. Se dădeau astfel cote de porumb, grâu, floarea soarelui, in, soia, carne de porc și vită, lapte etc. Viața hudeștenilor căpătase aspecte de coșmar. Sătenii trebuiau să cultive grâul din care lor le mai rămânea la recoltare doar câțiva saci, de sămânță nemaifiind vorba. Prin satele comunei umblau toată ziua doi colectori desemnați de partid, unul în Mlenăuți și unul în Vatra, care erau refractari în a înțelege nevoile țăranilor. Ei înșiși se apucau să mulgă vacile pentru măsurarea producției, cu toate că familiile aveau mulți membri care de abia își puteau duce zilele.

## 1946 — 1956 — Urmările războiului
Prima consecință a fost apariția foametei. Foametea din anii 1946–1947 din România a fost o perioadă de lipsuri alimentare majore în special la nivelul populației provinciei Moldova, consecință a unui complex de cauze: în principal seceta, dar și distrugerile agriculturii provocate de război, existența livrărilor de alimente impuse de condițiile armistițiului (și de existența Armatei Roșii), efectele negative ale reformei agrare din martie 1945, precum și lipsa de interes — în contextul ocupației sovietice — a guvernului, care nu a controlat zona de est a țării timp de un an.
După încheierea celui de Al Doilea Război Mondial, economia României a fost în mare parte distrusă și seceta ce a urmat în 1946 și 1947 a fost o grea încercare pentru populația comunei Hudești. Penuria alimentară și greutatea obținerii de furaje pentru vite au lovit puternic în gospodăriile țăranilor. Mulți localnici și copii au murit otrăviți din cauza bureților culeși de prin păduri, pe care îi consumau nealeși și fără mămăligă. Lipsa furajelor ( iernatic ) pentru vite a făcut ca țăranii să-și dea jos stuful sau paiele cu care erau acoperite casele și să le dea vitelor ca hrană. Iarna, în lunile ianuarie - februarie, cei mai mulți locuitori măturau ultimele grăunțe din podurile caselor și le măcinau la râșniță făcând crupe ( măcinate mare ) din care preparau un cir subțire cu care-și potoleau foamea. Cei care au avut o vacă, mai ales daca ea dădea lapte, și-au salvat familia. Din cauza foametei, mulți localnici călătoreau pe acoperișul trenurilor în Oltenia sau Banat de unde aduceau câte un sac, doi, de porumb sau grâu, chiar purcei sau oi, cu care își îndestulau familiile cel puțin o dată pe zi.
| Produse        | UM    | Pret oficial 1944 | Preț speculă 1944 | Preț oficial 1947 | Preț speculă 1947 |
| -------------- | ----- | ----------------- | ----------------- | ----------------- | ----------------- |
| Pâine neagră   | kg    | 48                | 60                | 20.000            | 400.000           |
| Făină neagră   | kg    | 60                | 130               | 19.510            | 280.000           |
| Mălai          | kg    | 38                | 50                | 20.000            | 280.000           |
| Carne vită     | kg    | 260               | 400               | 60.000            | 280.000           |
| Carne porc     | kg    | 320               | 400               | 90.000            | 380.000           |
| Slănină crudă  | kg    | 370               | 400               | 120.000           | 380.000           |
| Untură de porc | kg    | 410               | 500               | 130.000           | 800.000           |
| Lapte de vacă  | litru | 62                | 110               | 30.000            | 55.000            |
| Brânză de oi   | kg    | 410               | 480               | 80.000            | 360.000           |
| Cartofi        | kg    | 26                | 35                | 16.000            | 130.000           |
| Fasole         | kg    | 32                | 32                | 15.000            | 254.000           |
| Untdelemn      | litru | 210               | 400               | 170.000           | 600.000           |

A doua consecință derivată din prima, a fost creșterea prețurilor oficiale a tuturor produselor de larg consum, concomitent cu agravarea fenomenului de speculă. Pentru câțiva saci cu făină, speculanții cumpărau sumane, covoare, vite, pământ și chiar case. Prețurile de speculă o luaseră razna în 1947, crescuseră de 10 - 12 ori prin comparație cu cele practicate în anul 1944, care era totuși un an de război. Dacă prețul oficial al kilogramului de mălai era 20.000lei, prețul de speculă era 250.000 - 280.000lei. Similar, dacă un kilogram de pâine neagră avea prețul oficial de 48lei, cel de speculă era 400.000lei.
Situația grea a țărănimii din Hudești a fost atenuată parțial de către Guvernul României care a decis să limiteze exploatarea agricultorilor și să bareze drumul spre îmbogățire a speculanților prin adoptarea Legii Nr. 203 din 23 iunie 1947 pentru reglementarea circulației și stabilirea regimului juridic al imobilelor agricole. Prin lege s-au anulat vânzârile de bunuri agricole care s-au făcut în timpul secetei în toate județele care au fost afectate. Scopul legii a fost să oprească divizarea pământului, orice vânzare trebuind să fie aprobată de stat care avea dreptul de preemțiune. Din cauză că România a fost considerată stat învins în război, s-a introdus impozitul în natură și regimul de colectare al cerealelor pentru a primeni rezervele de stat epuizate de război.
A treia consecință a fost Reforma Monetară din 1947 care a lovit speculanții îmbogățiți de pe urma secetei. Guvernul a luat mai multe măsuri pentru redresarea industriei și dezvoltarea unui comerț de stat. Astfel, Cooperativa de consum din Hudești a primit cantități mari de produse necesare agriculturii, dar și numeroase produse industriale. Prin cooperativă și filialele ei, se vindeau la prețuri stabilite de către stat încălțăminte, bumbac, stofe, pânzeturi, unelte agricole, pluguri, carton asfaltat, tablă etc. Din 1951 s-a introdus sistemul de achiziții și contractări și sistemul cotelor obligatorii direct proporționale cu suprafața de pământ deținută. În acest fel țăranii erau obligați să contracteze cu statul lapte, carne de porc și de vită, lână, brânză, păsări, ouă și cereale la prețuri derizorii. Opozanții erau condamnați la închisoare.
Starea agriculturii era grea și ca urmare, Regimul Comunist a trimis emisari în toate localitățile însă, țărănimea se împotrivea prin fel și fel de mijloace. Cu toate că țăranii aveau în proprietate peste 90% din suprafața agricolă, ei nu dețineau mijloacele tehnice necesare în agricultură. Foloseau metodele învechite pe care le știau, rudimentare, semințe neproductive, rezultatele producției agricole fiind nesatisfăcătoare. De aceea, comuniștii au introdus planurile de cultură prin care exista obligația de a se cultiva plante industriale ca soia, sfecla de zahăr, in, degețel, coriandru etc. Situația fiind inacceptabilă, țăranii din unele localități s-au revoltat și au cerut dreptate văzând că vechea exploatare moșierească a fost înlocuită cu alta. Toți așteptau să vină americanii ca să-i scape de comuniști. Cum americanii nu au venit, țărănimea a ieșit la proteste așa cum s-a întâmplat la Vatra Hudeștilor. Revolta de la Vatra a coagulat și nemulțumiții din celelalte sate.
| Mișcarea țăranilor din Vatra, care a fost susținută și de populația celorlalte sate de prin împrejurimi - Alba, Bașeu, Concești și Bajura, a avut loc în vara anului 1953 în vremea secerișului la grâu. În acel an începuse prigoana comuniștilor împotriva chiaburilor, acțiune care era susținută și în Vatra de către o parte a locuitorilor. Achiziționarea cotelor de cereale era dată unor echipe de control ce umblau înarmate zi și noapte. Ele făceau legea prin sate și țăranii erau obligați să-și ducă cotele de cereale imediat după recoltare la arie ( depozit de cereale ) pe Dealul Stadolei din Hudești. În acea vară, într-o seară, primarul comunei și șeful de post împreună cu doi însoțitori din partea sătenilor au intrat în curtea lui Vasile a Procirii ( Chițac ), țăran care făcea deja parte din grupul de chiaburi aflați sub observație, cu toate că nu avea ce mânca. Știindu-se pe lista securității, Vasile Chițac s-a speriat crezând că a venit echipa de control să-l ridice și ca urmare a căzut jos și a decedat pe loc. Vestea decesului s-a răspândit ca un fulger în toate satele. s-au închis morile și toate dughenele. A doua zi pe la amiază au revenit autoritățile să facă autopsia celui mort. Atunci au început altercațiile dintre autorități și o mulțime de săteni care au împresurat casa lui Chițac. Primarul a făcut raport la raoinul de partid și ca urmare au sosit în scurt timp două mașini, una cu Pliftor - Președintele Consiliului Raional de Partid de la Darabani împreună cu procurorul Prisăcaru și un camion de armată cu soldați. Mașina lui Plifter a fost înconjurată de săteni care au amenințat organele sosite cu bătaia. Nimeni nu a fost dispus să asculte motivul ( autopsia ) pentru care medicul legist a venit împreună cu primarul. Laitmotivul mișcării a fost „Mânca-i-ar focul, să-i mănânce de hoți. Cum vor ei să ne fure pâinea de la gură !!!” S-au remarcat sătenii Marghioala Apreutesei, Maria lui Vicol, Profira lui Gheorghe Apreutesei, Aglaia lui Vișin, Aneta lui Alexoaie, Mircea Chițac zis Bulai, Mitică Cronț, Vasile Pahonțu, Gheorghe Chițac, Mihai Nistoroaia. La înmormântare, învățătorul Nicolae Sâsâeac i-a adus lui Vasile Chițac un pios omagiu, fapt care i-a atras excluderea din PMR. Nicuță Bostan a fost chemat la securitate și a fost bătut. |

## 1957 — 1962 — Colectivizarea
În urma plenarei CC a Partidului Muncitoresc Român (PMR) din 3-5 martie 1949 s-a decis adoptarea modelului sovietic de „transformare socialistă a agriculturii”: colectivizarea, ce a constat în înființarea de G.A.C.-uri (Gospodării Agricole Colective). Trebuie menționat că terenurile țăranilor înscriși în G.A.C. rămâneau de drept în proprietatea colectivă a acestor țărani, conform legii. În România, colectivizarea a fost similară cu cea efectuată în URSS, prin aceea că a înglobat terenurile agricole ce puteau fi adunate într-o fermă colectivă. Început întâi greoi și haotic, procesul de colectivizare a stagnat între 1953 și 1956, fiind apoi reluat cu agresivitate și dus la final în 1962. Numeroși țărani, atât săraci, cât și mai înstăriți, s-au opus acestei acțiuni, iar guvernul comunist a recurs uneori și la represiuni violente, ucideri, deportări, încarcerări și confiscări ale întregii averi a celor implicați. În zonele montane au existat însă numeroase zone necooperativizate. Această perioadă a fost pentru comuna Hudești, una de mari frământări sociale și politice.
În 1957 a fost anul în care la Hudești au luat ființă întovărășirile agricole. În Vatra a fost cea denumită „Victoria”, la Lupeni - „11 Martie”, în Bașeu - „7 Noiembrie”, la Mlenăuți - „Pământ deștelenit”, în Alba - „Biruința” și la Baranca - „8 Martie”. La începutul lor pe teritoriul comunal, întovărășirile totalizau 781 de familii care trebuiau să efectueze munci agricole pe o suprafață de 945ha. Organele de stat au forțat familiile să se înscrie în aceste întovărășiri și ca urmare, numărul lor a crescut, dar și suprafața agricolă s-a mărit prin creșterea proprietății agricole cu noii veniți. S-au introdus îngrășămintele și munca mecanizată și astfel a crescut producția de cereale la hectar prin comparație cu gospodăriile individuale. În 1958 s-a obținut o medie de 1.800kg/ha de grâu și 2.500kg/ha de porumb. Gospodăriile individuale au avut o medie de 1.500kg/ha la grâu și 1.800kg/ha de porumb.
Ca urmare a echipelor de propagandă care treceau din casă în casă, s-au creat premisele înființării în 1961 în Hudești a primei Gospodării Agricole Colective ( G.A.C. ) numită „Gloria” în cadrul căreia erau înscriși țăranii din Bașeu și Mlenăuți. Președintele ei era Mihai Toma din Mlenăuți. Propaganda intensă și trimiterea echipelor de șoc pe teren s-au manifestat în 1961 și 1962 și ca urmare, colectivizarea agriculturii a fost încheiată în toate satele din comună. La Alba s-a înființat Gospodăria Agricolă Colectivă „Viitorul Luminos” cu Vasile Lupușoru președinte, „8 Martie” la Vatra cu Sâsâiac Fatache președinte și „Tractorul” la Lupeni cu Toader Agoroae președinte.
La începuturile lor, Gospodăriile Colective aveau consilii de conducere cu membri gospodari, aleși din rândurile sătenilor. Lucrurile păreau că vor merge pe un drum bun, asta și datorită faptului că președinții erau lăsați să se consulte cu consiliile. Președinții trebuiau să nu greșească în fața partidului și să se descurce bine cu localnicii. Unii din ei au înțeles starea de fapt și au rezistat mult timp în funcție, așa cum a fost Sâsâeac Fatache președinte de la înființarea gospodăriei până la desființare (1989).
După un timp, organele județene de partid s-au gândit să unifice G.A.C.-urile. Ca urmare, în 1963 gospodăria din Lupeni s-a unificat cu cea din Alba care îngloba Baranca. În 1967 s-a unificat gospodăria din Vatra cu cea din Lupeni. Treburile mergând satisfăcător, în 1980 s-a unit cu cea din Mlenăuți și cea din Alba. Astfel a rămas o singura Cooperativă de Producție ( C. A. P. ) care avea sediul în Lupeni cu Sâsâeac Fatache președinte și Minciună Gheorghe inginer șef. Ea avea o suprafață agricolă de 5.908ha, din care 4.630ha teren arabil, 1.016ha terenuri de pășunat, 88ha fânețe, 18ha livezi și 156ha de teren care includea drumurile comunale și județene, terenuri neagricole, construcții etc. Gospodăriile individuale aveau 1.404ha din care 994ha teren arabil, 329ha terenuri de pășunat, 22ha livezi și 59ha diverse.
La Hudești, colectivizarea s-a făcut mai mult forțat și mai puțin prin convingere. Țărănimea locului era neorganizată și de aceea suferința a fost mai mare. Mulți au fost bătuți, alții au cătutat ocazii să fugă în pădure, unii preferau să treacă la recoltat stuf doar doar nu vor da ochii cu organele de stat și mai ales cu propagandiștii ce umblau prin sate să lămurească țărănimea să se înscrie în colectiv. Unii săteni se ascundeau în grâul din podurile caselor, alții prin popurile de strujeni, mulți se băgau în cuptorul de făcut pâine sau prin butoaie. În părțile Hudeștilor, țăranii au fost mai mult fugari și nu au avut un avantaj ca în alte locuri din țară unde coeziunea sătească a dat roade și organele statului au mituit țăranii cu construirea unui drum pietruit, introducerea gazului metan sau alocarea prin proiectare a trecerii căii ferate prin apropierea satelor.

## 1963 — 1989 — Comunism

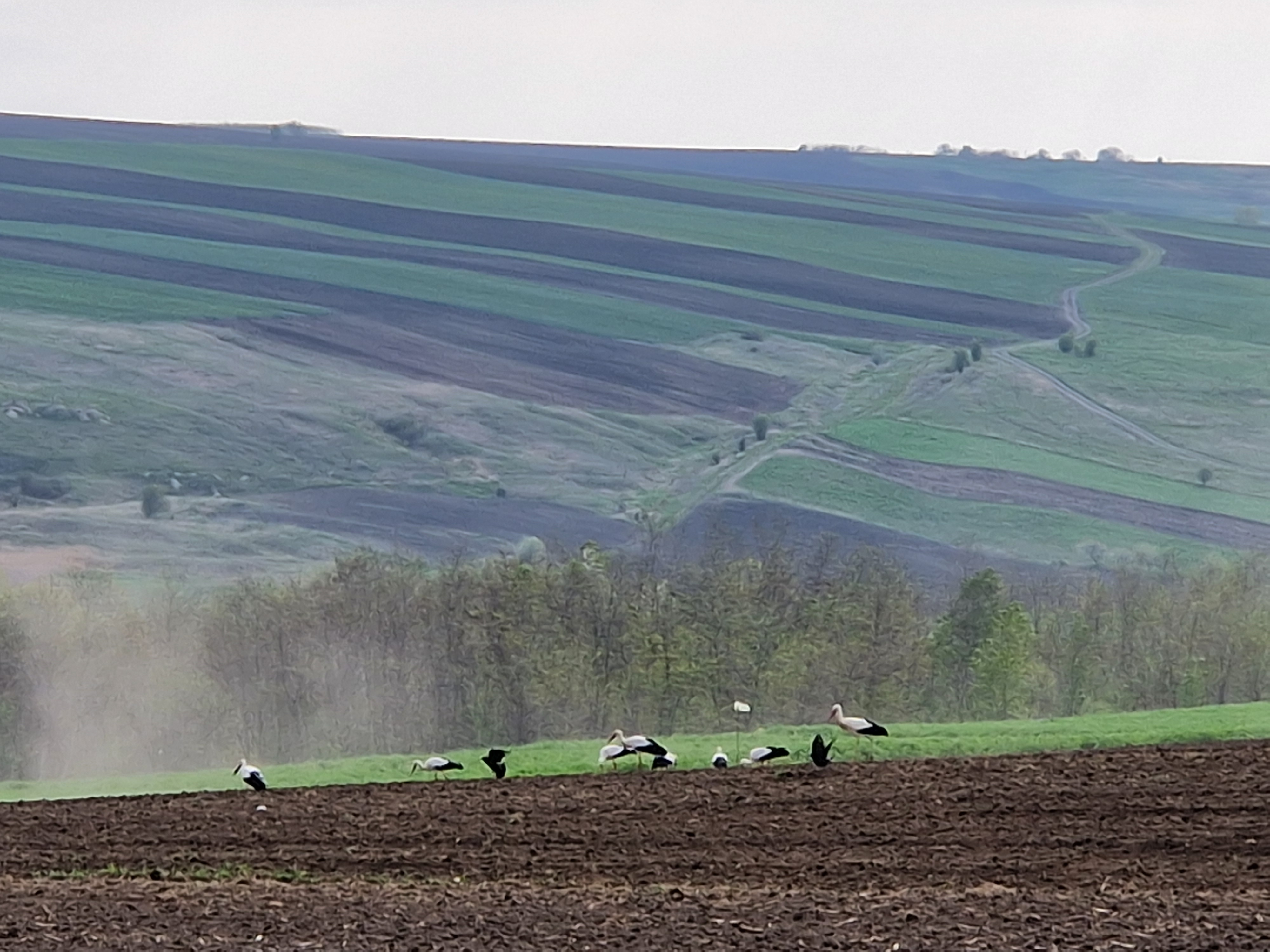
Arătură de primăvară pe Dealul Izvorului

Comuna Hudești avea pe vremea comunismului de până în 1989, trei sectoare unice de mecanizare care deserveau C. A. P.-ul. Dotarea tehnică ajunsese la peste 80 tractoare, 31 combine C-12, 26 semănători, 20 cultivatoare, 16 remorci și multe alte utilaje și mașini folosite la mecanizarea lucrărilor agricole. În anul 1989, era un tractor pentru 60ha teren arabil.
În timpul C. A. P.-ului s-au făcut lucrări pentru amenajarea irigațiilor pe tarlalele din Lișna Nouă și Cuzoaia pe o suprafață totală de 571ha. Facilitățile de la Cuzoaia sunt folosite și astăzi de ferma privată a lui Costel Nazare de la Concești. S-au făcut îmbunătățiri funciare și lucrări de combatere a eroziunii solului ținându-se cont că stratul de humă este apropiat de nivelul solului și astfel se puteau produce alunecări de teren.  Lucrările s-au derulat pe tarlalele din Odaia, Pâșcov, Hârtop, La Sărături etc.
Cu toate că suprafețele de teren agricol se află într-o zonă deluroasă, aici la Hudești a predominat cultura cerealelor. Până în 1989 pe primul loc se afla cultura de grâu pe circa 1.860ha, ea ocupând circa 50% din însămânțările cerealiere. Locul al doilea era ocupat de cultura de porumb care se cultiva pe circa 1.200ha. După anul 1962, moment al colectivizării, s-au introdus noi soiuri de porumb timpuriu. Porumbul care se cultiva pentru consumul propriu se măcina la moara boierului Franc de la Velniță, moara de la Caba, la moara lui Axinte, moara lui Horeanu, moara lui Bordeianu de la Alba etc.
| Producție       | UM   | 1983  | 1984  | 1985  | 2002  |
| --------------- | ---- | ----- | ----- | ----- | ----- |
| Grâu            | tone | 2.336 | 2.584 | 2.052 | 1.887 |
| Orz             | tone | 526   | 179   | 210   | 202   |
| Porumb          | tone | 2.220 | 2.698 | 2.611 | 6.320 |
| Sfeclă de zahăr | tone | 5.220 | 5.135 | 5.123 | 1.320 |
| Cartofi         | tone | 3.125 | 2.405 | 1.866 | 3.960 |
| Legume          | tone | 376   | 310   | 340   | 1.110 |
| Fructe          | tone | 465   | 478   | 546   | 575   |

Orzul a ocupat locul al treilea în culturile de la Hudești. Era cultivat pe circa 200ha, astăzi el există pe loturi mici, practic a dispărut. Pe de altă parte, plantele tehnice ca sfecla de zahăr, erau cultivate pe suprafețe întinse de circa 280 - 300ha anual. Terenurile însămânțate anual cu floarea soarelui erau de 250 - 280ha. Pe vremea C. A. P.-ului exista o cultură intensivă de soia pentru ulei pe o suprafață de 100 - 120ha, de in pentru ulei pe 100 - 150ha, cânepă pe 80 - 100ha, dar și mac pe 90 - 100ha.
Cartoful era cultivat pe 260 -270ha și ocupa loacul al patrulea ca suprafață. Productivitatea lui era una ridicată de circa 20tone/ha și era livrat cu remorcile în fiecare toamnă la gara din Dorohoi. Celelalte legume erau cultivate pe suprafețe mici de-a lungul râului Bașeu unde existau posibilități pentru irigarea terenurilor. Mazărea era cultivată pe circa 20 - 25ha, tomatele, varza, ceapa, ardeii, castraveții, usturoiul tot pe 20 - 25ha. Comercializarea legumelor obținute se făcea prin intermediul chioșcurilor care aparțineau C. A. P.-ului sau erau trimise la piața din Dorohoi.
Suprafețele de teren destinate nutrețului pentru furajarea animalelor s-a extins imediat după colectivizarea agriculturii. Au apărut sectoarele zootehnice în cadrul C. A. P.-ului și s-au creat spații cu silozuri pentru porumb-nutreț tocat. Până în 1989, C. A. P.-ul avea 1.134ha de pășuni și gospodăriile 329ha. Terenurile cu fânețe erau pe șesul Bărăncii, În Poiană, La Dealul Bașeului, La Podul Manolii, La Rotunda, Pe Costișă, În Rădii, Pe Șes la Bompa, La Hârtop, La Dealul Morii.

## 1990 — 2010 — Revirimentul
După Revoluția Română din 1989, în loc să se păstreze ceea ce era bun în organizarea agriculturii locale, s-au constituit niște comitete care aveau ca membri persoane ce erau implicate în conducere și pe vremea colectivului și s-a trecut la dezmembrarea patrimoniului fostului C. A. P. S-a trecut imediat la împărțirea pământului, animalelor și inventarului agricol. După desființarea C. A. P.-ului secția de mecanizare de la Vatra a dispărut. La Mlenăuți și Alba au mai rămas câteva grajduri plus secțiile de mecanizare locale. La Lupeni și Vatra „... s-a ras totul de pe fața pământului de parcă cineva ar fi dat cu bomba atomică. Ceea ce a urmat după decembrie 1989, n-a fost libertate, a fost o enormă dezordine, o lipsă totală a direcției și valorilor. Totul putea fi contestat, totul putea fi pus sub semnul întrebării și oricine părea că poate fi lider”. Nimeni nu a avut tupeul să se opună distrugerilor de la Lupeni și Vatra. S-au distrus până și fundațiile din beton armat de la sectoarele gospodărești ale celor două C. A. P.-uri. Până în 2010 puteau fi văzute prin sat aruncate aiurea, bucăți de beton din amenajările fostelor gospodării colective. Amenajările de irigații făcute pe timpul comunismului la Lișna Nouă au fost distruse în totalitate.
Morile tradiționale de apă de până în 1989 nu au mai fost folosite datorită morilor nou apărute, private cu ciocănele, ca moara lui Macoviciuc din Alba, moara lui Ion Goleanu din Hudești, moara lui Ghiță Apreutesei din Vatra și moara lui Nichifor din Mlenăuți. Culturile de ovăz și secară nu aveau o pondere mare din cauza productivității mici la hectar, ocupau suprafețele de teren cele mai mici. Culturile de plante tehnice, ca sfecla de zahăr, au continuat să existe până la momentul în care fabrica de la Bucecea s-a închis. Suprafețele cultivate cu floarea soarelui ocupau cam aceleași întinderi ca în trecut datorită numeroaselor  prese de ulei ( oloiernițe ) existente în comună. Atelierul tradițional de obținere a uleiului la cald din Lupeni a dispărut.
Cultura cartofului practic a dispărut, el mai exista doar în grădinile gospodăriilor și era folosit doar pentru consum propriu. Cultura legumelor practic a dispărut, ele fiind prezente doar în grădinile gospodarilor pentru consumul individual.

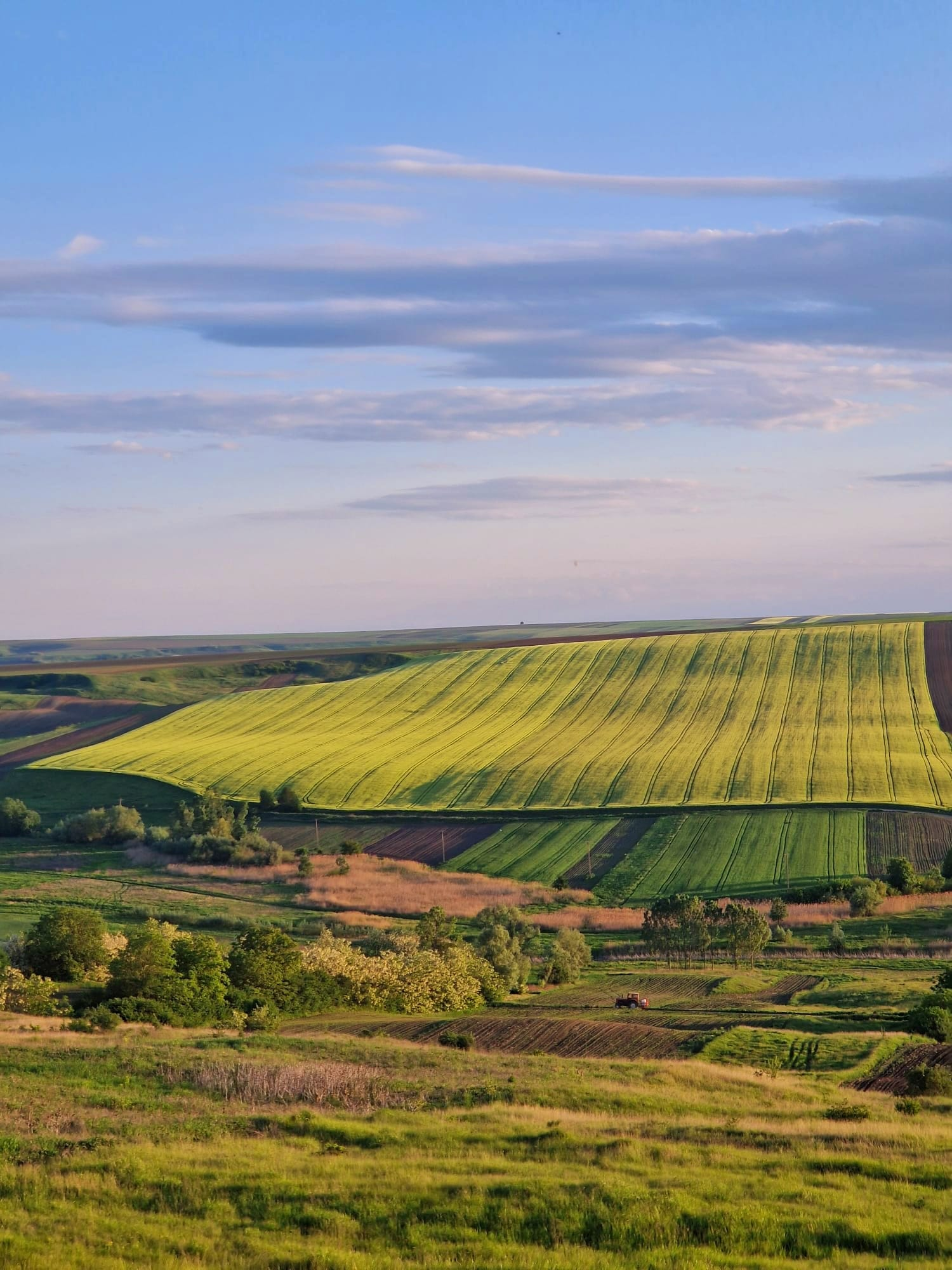
Cultură de rapiță

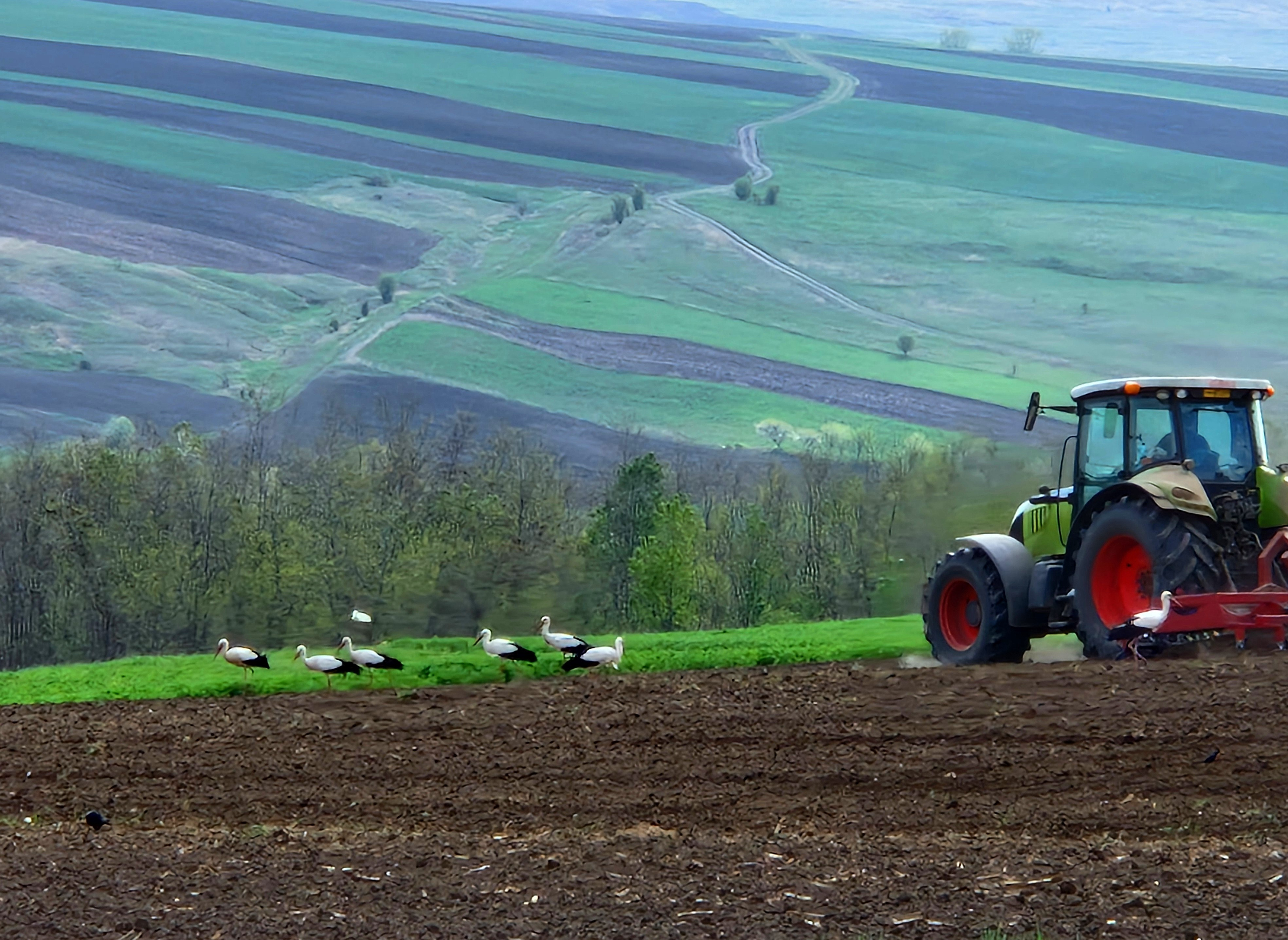
Tractor modern pe Dealul Izvorului

Pe teritoriul comunei exista doar o singură fermă privată, cea a lui Costache Nazare, care a preluat în administrare cele mai fertile pământuri. Lucrările agricole erau executate cu tractoarele și combinele din comună de la S.C. Albina S.R.L. și S.C. Plugaru S.R.L., dar și cu cele ale sătenilor Șîncoviță Constantin, Ciobanu Mihai, Ciobanu Sorin, Huțuțui Daniel Maftei, Baltă Costel, Alungi Gheorghe, Fasolă Ștefan, Iordache Mihai, Bostan Romică, Pușcașu Valentin, Sofronescu Ion, Vărșag Ion și Ștefan Gheorghe. Locul secției de mecanizare din Vatra a rămas pustiu, acolo unde erau cele mai multe utilaje, combine și tractoare. Încă se mai practica la Hudești agricultura de subzistență în care se ara pământul cu plugul tras de cai. Căruțele din alte timpuri au fost înlocuite de faetoane cu care se căra fânul și paiele sau produsele recoltate.
Agricultura ca ramură de bază a hudeștenilor a evoluat de-a lungul vremurilor. Cu sute de ani în urmă, țăranii nu aveau pământ și viața lor era una deosebit de grea. S-au dat reforme agrare, în principal trei importante, cea din 1864, apoi 1921 și 1945. Moșiile boierești s-au tot micșorat până au dispărut. Interesul țărănimii pentru cultivarea suprafețelor agricole s-a stins complet pe timpul regimului comunist, timp în care copiii sătenilor au plecat la școli și au urmat meserii în industria comunistă. Ca urmare a apărut fenomenul migrației de la sat la oraș, fapt care a determinat apariția unei concepții la nivel local, care considera munca din agricultură „... ca un fel de lepră”. Oricine era dispus să plece oriunde, numai să nu muncească în agricultură.
Cum după 1989 a dispărut și C. A. P.-ul, pe teritoriul comunal au apărut pârloagele și tineretul a plecat la oraș. Modernizarea României și intrarea în structurile europene și NATO, au făcut posibilă relocarea familiilor și persoanelor în Portugalia, Spania, Grecia etc. Tot mai multe case au rămas pustii și s-au dărăpănat. Tinerii mai apăreau în comună la părinții lor, dacă mai erau în viață, doar de sărbători.